# Rallye Dakar 2017
Navigation
Édition précédente Édition suivante
Le Rallye Dakar 2017 est le 39e Rallye Dakar ; il se déroule pour la neuvième année consécutive en Amérique du Sud. Le parcours de cette édition est une boucle partant d'Assomption, capitale du Paraguay et arrivant à Buenos Aires en traversant le Paraguay, la Bolivie et l'Argentine. C'est la première fois que le Paraguay accueille le rallye et devient par la même occasion le cinquième pays sud-américain hôte du rallye. Le Chili et le Pérou n'accueillent pas le rallye en raison des dégâts importants causés par les pluies du phénomène El Niño. C'est la quatrième fois que la Bolivie reçoit le rallye.

## Parcours

### Étapes

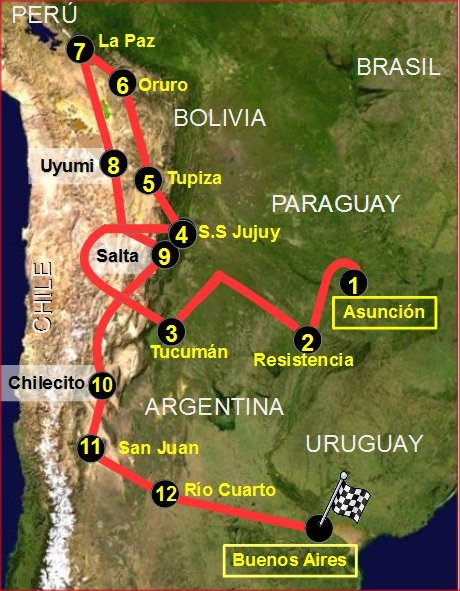
Carte du parcours 2017

Ne sont indiquées que les distances des spéciales chronométrées.
| 1  | lun. 2 janvier  | Asuncion              | Resistencia           | 39 km           | 39 km           | 39 km           | 39 km           | 39 km           | 39 km           | 39 km           | 39 km           | 39 km           |
| 2  | mar. 3 janvier  | Resistencia           | San Miguel de Tucuman | 275 km          | 275 km          | 275 km          | 275 km          | 284 km          |                 |                 |                 |                 |
| 3  | mer. 4 janvier  | San Miguel de Tucumán | Jujuy                 | 364 km          | 364 km          | 364 km          | 364 km          | 199 km          |                 |                 |                 |                 |
| 4  | jeu. 5 janvier  | Jujuy                 | Tupiza                | 416 km          | 416 km          | 416 km          | 416 km          | 416 km          | 416 km          | 416 km          | 416 km          | 416 km          |
| 5  | ven. 6 janvier  | Tupiza                | Oruro                 | 219 (447) km    | 219 (447) km    | 219 (447) km    | 219 (447) km    | 219 (438) km    |                 |                 |                 |                 |
| 6  | sam. 7 janvier  | Oruro                 | La Paz                | 527 km (annulé) | 527 km (annulé) | 527 km (annulé) | 527 km (annulé) | 513 km (annulé) |                 |                 |                 |                 |
|    | dim. 8 janvier  | La Paz                | Jour de repos         | Jour de repos   | Jour de repos   | Jour de repos   | Jour de repos   | Jour de repos   |                 |                 |                 |                 |
| 7  | lun. 9 janvier  | La Paz                | Uyuni                 | 322 km          | 322 km          | 322 km          | 322 km          | 322 km          | 322 km          | 322 km          | 322 km          | 322 km          |
| 8  | mar. 10 janvier | Uyuni                 | Salta                 | 492 km          | 492 km          | 492 km          | 492 km          | 492 km          | 492 km          | 492 km          | 492 km          | 492 km          |
| 9  | mer. 11 janvier | Salta                 | Chilecito             | 406 km (annulé) | 406 km (annulé) | 406 km (annulé) | 406 km (annulé) | 406 km (annulé) | 406 km (annulé) | 406 km (annulé) | 406 km (annulé) | 406 km (annulé) |
| 10 | jeu. 12 janvier | Chilecito             | San Juan              | 449 km          | 449 km          | 449 km          | 449 km          | 449 km          | 449 km          | 449 km          | 449 km          | 449 km          |
| 11 | ven. 13 janvier | San Juan              | Rio Cuarto            | 288 km          | 288 km          | 292 km          | 292 km          | 288 km          |                 |                 |                 |                 |
| 12 | sam. 14 janvier | Rio Cuarto            | Buenos Aires          | 64 km           | 64 km           | 64 km           | 64 km           | 64 km           | 64 km           | 64 km           | 64 km           | 64 km           |

## Participants
| Étape | Motos                                                  | Autos                                                  | Camions                                                | Quads                                                  | SSV                                                    | Total                                                  |
| ----- | ------------------------------------------------------ | ------------------------------------------------------ | ------------------------------------------------------ | ------------------------------------------------------ | ------------------------------------------------------ | ------------------------------------------------------ |
| 1     | 143                                                    | 77                                                     | 50                                                     | 37                                                     | 8                                                      | 315                                                    |
| 2     | 138                                                    | 77                                                     | 50                                                     | 36                                                     | 7                                                      | 308                                                    |
| 3     | 131                                                    | 77                                                     | 49                                                     | 32                                                     | 7                                                      | 296                                                    |
| 4     | 125                                                    | 71                                                     | 48                                                     | 30                                                     | 6                                                      | 280                                                    |
| 5     | 114                                                    | 64                                                     | 48                                                     | 27                                                     | 5                                                      | 258                                                    |
| 6     | Étape annulée en raison des conditions météorologiques | Étape annulée en raison des conditions météorologiques | Étape annulée en raison des conditions météorologiques | Étape annulée en raison des conditions météorologiques | Étape annulée en raison des conditions météorologiques | Étape annulée en raison des conditions météorologiques |
| 7     | 111                                                    | 64                                                     | 48                                                     | 25                                                     | 5                                                      | 253                                                    |
| 8     | 109                                                    | 63                                                     | 47                                                     | 23                                                     | 5                                                      | 247                                                    |
| 9     | Étape annulée en raison des conditions météorologiques | Étape annulée en raison des conditions météorologiques | Étape annulée en raison des conditions météorologiques | Étape annulée en raison des conditions météorologiques | Étape annulée en raison des conditions météorologiques | Étape annulée en raison des conditions météorologiques |
| 10    | 101                                                    | 62                                                     | 47                                                     | 22                                                     | 5                                                      | 237                                                    |
| 11    | 97                                                     | 59                                                     | 45                                                     | 22                                                     | 5                                                      | 228                                                    |
| 12    | 97                                                     | 59                                                     | 45                                                     | 22                                                     | 5                                                      | 228                                                    |
| F     | 97                                                     | 58                                                     | 45                                                     | 22                                                     | 5                                                      | 227                                                    |

Présentation des principaux engagés par catégorie et par équipe (réalisant l'assistance des concurrents).

### Motos
L'Australien Toby Price, vainqueur de l'édition 2016, fait partie des favoris. Également sur KTM, le Slovaque Stefan Svitko, le Britannique Sam Sunderland et l'Autrichien Matthias Walkner se présentent aussi comme vainqueurs potentiels. Leurs principaux adversaires sont Pablo Quintanilla (Husqvarna), Helder Rodrigues, Adrien van Beveren (Yamaha), Joan Barreda Bort et Paulo Gonçalves (Honda).
| Assistance                          | Concurrent                               | Moto                      | Catégorie               | Numéro           | Equipage                           | Class. Final   | Class. Catégorie |
| ----------------------------------- | ---------------------------------------- | ------------------------- | ----------------------- | ---------------- | ---------------------------------- | -------------- | ---------------- |
| KTM Factory Team                    | Red Bull KTM Factory Team                | KTM 450 Rally             | G1 : Elite ASO          | 1                | Toby Price                         | Abandon Et. 4  | Abandon Et. 4    |
| KTM Factory Team                    | Red Bull KTM Factory Team                | KTM 450 Rally             | G1 : Elite ASO          | 14               | Sam Sunderland                     | 1er            | 1er              |
| KTM Factory Team                    | Red Bull KTM Factory Team                | KTM 450 Rally             | G1 : Elite ASO          | 16               | Matthias Walkner                   | 2e             | 2e               |
| KTM Factory Team                    | KTM Racing Team                          | KTM 450 Rally             | G1 : Elite ASO          | 19               | Laia Sanz                          | 16e            | 10e              |
| Slovnaft Team                       | Slovnaft Rally Team                      | KTM 450 Rally             | G1 : Elite ASO          | 2                | Stefan Svitko                      | 25e            | 11e              |
| Husqvarna Factory Rally Racing Team | Rockstar Energy Husqvarna Factory Racing | Husqvarna FR 450 Rally    | G1 : Elite ASO          | 3                | Pablo Quintanilla                  | Abandon Et. 10 | Abandon Et. 10   |
| Husqvarna Factory Rally Racing Team | Rockstar Energy Husqvarna Factory Racing | Husqvarna FR 450 Rally    | G2.1 : Super Production | 31               | Pierre-Alexandre Renet             | 7e             | 1er              |
| Yamaha Yamalube Official Rally Team | Yamaha Yamalube Official Rally Team      | Yamaha WR 450             | G1 : Elite ASO          | 5                | Helder Rodrigues                   | 9e             | 7e               |
| Yamaha Yamalube Official Rally Team | Yamaha Yamalube Official Rally Team      | Yamaha WR 450             | G1 : Elite ASO          | 6                | Adrien van Beveren                 | 4e             | 4e               |
| Yamaha Yamalube Official Rally Team | Yamaha Yamalube Official Rally Team      | Yamaha WR 450             | G1 : Elite ASO          | 18               | Alessandro Botturi                 | Abandon Et. 4  | Abandon Et. 4    |
| Yamaha Yamalube Official Rally Team | Yamaha Yamalube Official Rally Team      | Yamaha WR 450             | G2.1 : Super Production | 43               | Rodney Faggotter                   | Abandon Et. 4  | Abandon Et. 4    |
| Himoinsa Team                       | Himoinsa Dakar Team                      | KTM 450 Rally             | G1 : Elite ASO          | 8                | Gerard Farres Guell                | 3e             | 3e               |
| Himoinsa Team                       | Himoinsa Dakar Team                      | KTM 450 Rally             | G2.1 : Super Production | 25               | Ivan Cervantes Montero             | Abandon Et. 11 | Abandon Et. 11   |
| Himoinsa Team                       | Himoinsa Dakar Team                      | KTM 450 Rally             | G2.1 : Super Production | 33               | Antonio Gimeno Garcia              | 23e            | 12e              |
| Himoinsa Team                       | Himoinsa Dakar Team                      | KTM 450 Rally             | G2.1 : Super Production | 82               | Daniel Oliveras Carreras           | 19e            | 9e               |
| Himoinsa Team                       | Himoinsa Dakar Team                      | KTM 450 Rally             | G2.2 : Marathon         | 81               | Rosa Romero Font                   | 80e            | 24e              |
| Himoinsa Team                       | Himoinsa Dakar Team                      | KTM 450 Rally             | G2.2 : Marathon         | 106              | Antonio Ramos                      | Abandon Et. 3  | Abandon Et. 3    |
| HRC Honda Rally Team                | Monster Energy Honda Team                | Honda CRF 450 Rally       | G1 : Elite ASO          | 9                | Ricky Brabec                       | Abandon Et. 10 | Abandon Et. 10   |
| HRC Honda Rally Team                | Monster Energy Honda Team                | Honda CRF 450 Rally       | G1 : Elite ASO          | 11               | Joan Barreda Bort                  | 5e             | 5e               |
| HRC Honda Rally Team                | Monster Energy Honda Team                | Honda CRF 450 Rally       | G1 : Elite ASO          | 15               | Michaël Metge                      | 14e            | 9e               |
| HRC Honda Rally Team                | Monster Energy Honda Team                | Honda CRF 450 Rally       | G1 : Elite ASO          | 17               | Paulo Gonçalves                    | 6e             | 6e               |
| KTM Warsaw Rally Team               | Duust Rally Team                         | KTM 450 Rally             | G1 : Elite ASO          | 10               | Armand Monleón                     | Abandon Et.    | Abandon Et.      |
| KTM Warsaw Rally Team               | Duust Rally Team                         | KTM 450 Rally             | G2.1 : Super Production | 32               | Juan Carlos Salvatierra            | 10e            | 3e               |
| KTM Warsaw Rally Team               | Duust Rally Team                         | KTM 450 Rally             | G2.1 : Super Production | 46               | Fabricio Fuentes                   | 35e            | 18e              |
| KTM Warsaw Rally Team               | Duust Rally Team                         | KTM 450 Rally             | G2.1 : Super Production | 58               | Pablo Rodriguez                    | 48e            | 27e              |
| KTM Warsaw Rally Team               | Duust Rally Team                         | KTM 450 Rally             | G2.1 : Super Production | 79               | Todd Smith                         | 18e            | 8e               |
| KTM Warsaw Rally Team               | Duust Rally Team                         | KTM 450 Rally             | G2.1 : Super Production | 89               | Paweł Stasiaczek                   | 81e            | 46e              |
| KTM Warsaw Rally Team               | Duust Rally Team                         | KTM 450 Rally             | G2.1 : Super Production | 91               | Markus Berthold                    | Abandon Et. 2  | Abandon Et. 2    |
| Sherco TVS Rally Factory            | Sherco TVS Rally Factory                 | Sherco TVS RTR 450        | G1 : Elite ASO          | 12               | Juan Pedrero Garcia                | 13e            | 8e               |
| Sherco TVS Rally Factory            | Sherco TVS Rally Factory                 | Sherco TVS RTR 450        | G2.1 : Super Production | 26               | Adrien Metge                       | 22e            | 11e              |
| Sherco TVS Rally Factory            | Sherco TVS Rally Factory                 | Sherco TVS RTR 450        | G2.1 : Super Production | 77               | Aravind Prabhakar                  | Abandon Et. 3  | Abandon Et. 3    |
| Jakes Dakar Team                    | Jakes Dakar Team                         | KTM 450 Rally             | G1 : Elite ASO          | 20               | Ivan Jakeš                         | Abandon Et. 5  | Abandon Et. 5    |
| HFP                                 | Viltais Racing Team HFP                  | Yamaha WR 450             | G2.1 : Super Production | 23               | Xavier de Soultrait                | Abandon Et. 12 | Abandon Et. 12   |
| HFP                                 |                                          | Yamaha WR 450             | G2.1 : Super Production | 65               | Guillaume Chollet                  | 90e            | 51e              |
| HFP                                 | 137                                      | Yamaha WR 450             | G2.1 : Super Production | Olivier Hembert  | 93e                                | 54e            |                  |
| Moto Racing Group                   | Moto Racing Group                        | Husqvarna 450 Rally       | G2.1 : Super Production | 24               | Jacopo Cerutti                     | Abandon Et. 3  | Abandon Et. 3    |
| Moto Racing Group                   | Moto Racing Group                        | KTM 450 Rally             | G2.1 : Super Production | 52               | Milan Engel                        | 34e            | 17e              |
| Hero                                | Hero Motorsports Team Rally              | Hero Speedbrain 450 Rally | G2.1 : Super Production | 27               | Joaquim Rodrigues                  | 12e            | 5e               |
| Hero                                | Hero Motorsports Team Rally              | Hero Speedbrain 450 Rally | G2.1 : Super Production | 42               | Santosh Chunchunguppe Shivashankar | 47e            | 26e              |
| Jetmar / KTM Portugal               | Jetmar / KTM Portugal                    | KTM 450 Rally             | G2.1 : Super Production | 28               | Mario Patrao                       | 20e            | 10e              |
| Jetmar / KTM Portugal               | Jetmar / KTM Portugal                    | KTM 450 Rally             | G2.2 : Marathon         | 64               | Gonçalo Reis                       | 26e            | 2e               |
| Jetmar / KTM Portugal               | Jetmar / KTM Portugal                    | KTM 450 Rally             | G2.2 : Marathon         | 104              | Luis Portela Morais                | Abandon Et. 5  | Abandon Et. 5    |
| Jetmar / KTM Portugal               | Jetmar / KTM Portugal                    | KTM 450 Rally             | G2.2 : Marathon         | 114              | David Megre                        | Abandon Et. 4  | Abandon Et. 4    |
| Autonet Motorcycle Team             | Autonet Motorcycle Team                  | KTM 450 Rally             | G2.1 : Super Production | 29               | Emanuel Gyenes                     | 17e            | 7e               |
| Orlen Team                          | Orlen Team                               | KTM 450 Rally             | G2.1 : Super Production | 30               | Jakub Piątek                       | Abandon Et. 2  | Abandon Et. 2    |
| Orlen Team                          | Orlen Team                               | KTM 450 Rally             | G2.1 : Super Production | 49               | Adam Tomiczek                      | Abandon Et. 10 | Abandon Et. 10   |
| Orlen Team                          | Orlen Team                               | KTM 450 Rally             | G2.1 : Super Production | 70               | Alessandro Ruoso                   | 38e            | 20e              |
| XRaids Team                         | XRaids                                   | KTM 450 Rally             | G2.1 : Super Production | 34               | Diego Martin Duplessis             | 15e            | 6e               |
| XRaids Team                         | XRaids                                   | KTM 450 Rally             | G2.1 : Super Production | 48               | José Ignacio Cornejo Florimo       | 28e            | 14e              |
| XRaids Team                         | XRaids                                   | KTM 450 Rally             | G2.1 : Super Production | 92               | Carlo Vellutino                    | 79e            | 45e              |
| XRaids Team                         | XRaids                                   | KTM 450 Rally             | G2.2 : Marathon         | 101              | Juan Esteban Sarmiento Ceron       | Abandon Et. 11 | Abandon Et. 11   |
| Malles-moto                         | Van Pelt Motorsport                      | Husqvarna FR 450 Rally    | G2.2 : Marathon         | 35               | Robert van Pelt Jr                 | 43e            | 9e               |
| Malles-moto                         | HT Husqvarna Rally Team                  | Husqvarna FR 450 Rally    | G2.2 : Marathon         | 95               | Mart Meeru                         | 55e            | 11e              |
| Malles-moto                         | HT Husqvarna Rally Team                  | Husqvarna FR 450 Rally    | G2.2 : Marathon         | 117              | Toomas Triisa                      | 30e            | 5e               |
| Malles-moto                         | Heisterkamp KTM                          | KTM 450 Rally             | G2.2 : Marathon         | 39               | Jurgen van den Goorbergh           | Abandon Et. 4  | Abandon Et. 4    |
| Malles-moto                         |                                          | KTM 450 Rally             | G2.2 : Marathon         | 53               | Livio Metelli                      | Abandon Et. 10 | Abandon Et. 10   |
| Malles-moto                         | 63                                       | KTM 450 Rally             | G2.2 : Marathon         | Toia Diocleziano | 58e                                | 13e            |                  |
| Malles-moto                         | 84                                       | KTM 450 Rally             | G2.2 : Marathon         | Simon Marcic     | Abandon Et. 10                     | Abandon Et. 10 |                  |
| Malles-moto                         | 120                                      | KTM 450 Rally             | G2.2 : Marathon         | David Watson     | 84e                                | 25e            |                  |
| Malles-moto                         | 167                                      | KTM 450 Rally             | G2.2 : Marathon         | Matteo Olivetto  | Abandon Et. 10                     | Abandon Et. 10 |                  |
| Malles-moto                         | HTM Exclusive Cosmetics                  | KTM 450 Rally             | G2.2 : Marathon         | 56               | Jean-Christophe Menard             | 72e            | 19e              |
| Malles-moto                         | Bas Dakar Team                           | KTM 450 Rally             | G2.2 : Marathon         | 71               | Jasper Riezebos                    | Abandon Et. 3  | Abandon Et. 3    |
| Malles-moto                         | Husqvarna Tandil Rally Team              | KTM 450 Rally             | G2.2 : Marathon         | 112              | Kevin Echeveste                    | 60e            | 15e              |
| Malles-moto                         | SDW Simons Rally Team                    | KTM 450 Rally             | G2.2 : Marathon         | 166              | Danny Robert Nogales Copa          | 96e            | 30e              |
| Malles-moto                         |                                          | KTM 450 Rally             | G2.1 : Super Production | 74               | Maciej Berdysz                     | Abandon Et. 2  | Abandon Et. 2    |
| Malles-moto                         | Races to Places                          | KTM 450 Rally             | G2.1 : Super Production | 100              | Lyndon Poskitt                     | 39e            | 21e              |
| Malles-moto                         | Action Enduro Rally                      | KTM 450 Rally             | G2.1 : Super Production | 133              | John Comoglio                      | 89e            | 50e              |
| Malles-moto                         | Team Rebel X Sports                      | Yamaha WR 450             | G2.1 : Super Production | 54               | Manuel Lucchese                    | 51e            | 30e              |
| Malles-moto                         | Franco Picco Racing                      | Yamaha WR 450             | G2.2 : Marathon         | 61               | Franco Picco                       | 85e            | 26e              |
| Pedrega Racing                      | Pontgrup Yamaha                          | Yamaha WR 450             | G2.2 : Marathon         | 41               | Marc Sola Terradellas              | 29e            | 4e               |
| Pedrega Racing                      | Pontgrup Yamaha                          | Yamaha YZ 450             | G2.2 : Marathon         | 86               | Julian Jose Garcia Merino          | 77e            | 23e              |
| Pedrega Racing                      | Pontgrup Yamaha                          | KTM 450 Rally             | G2.2 : Marathon         | 37               | Nicolas Alberto Cardona Vagnoni    | 27e            | 3e               |
| Pedrega Racing                      | Pontgrup Yamaha                          | KTM 450 Rally             | G2.2 : Marathon         | 87               | Cristian España Muñoz              | 21e            | 1er              |
| Pedrega Racing                      | Pontgrup Yamaha                          | KTM 450 Rally             | G2.1 : Super Production | 99               | Luca Manca                         | Abandon Et. 10 | Abandon Et. 10   |
| Pedrega Racing                      |                                          | KTM 450 Rally             | G2.1 : Super Production | 55               | Pablo Oscar Pascual                | 46e            | 25e              |
| Pedrega Racing                      | HRX Driving School Team                  | KTM 450 Rally             | G2.1 : Super Production | 138              | Domenico Cipollone                 | Abandon Et. 2  | Abandon Et. 2    |
| Barth Racing Team                   | Barth Racing Team                        | KTM 450 Rally             | G2.2 : Marathon         | 38               | David Pabiška                      | 45e            | 10e              |
| Barth Racing Team                   | Barth Racing Team                        | KTM 450 Rally             | G2.1 : Super Production | 162              | Rudolf Lhotský                     | 82e            | 47e              |
| Nomade Racing                       | Nomade Racing Assistance                 | KTM 450 Rally             | G2.2 : Marathon         | 40               | Loïc Minaudier                     | 31e            | 6e               |
| Nomade Racing                       | Nomade Racing Assistance                 | KTM 450 Rally             | G2.2 : Marathon         | 102              | Gilles Vanderweyen                 | 76e            | 22e              |
| Nomade Racing                       | Nomade Racing Assistance                 | KTM 450 Rally             | G2.2 : Marathon         | 109              | Vincent Crosbie                    | 36e            | 7e               |
| Nomade Racing                       | Nomade Racing Assistance                 | KTM 450 Rally             | G2.2 : Marathon         | 134              | Marco Filippi                      | Abandon Et. 1  | Abandon Et. 1    |
| Nomade Racing                       | Nomade Racing Assistance                 | KTM 450 Rally             | G2.2 : Marathon         | 150              | Mateo Moreno Kristiansen           | 74e            | 21e              |
| Nomade Racing                       | Nomade Racing Assistance                 | KTM 450 Rally             | G2.1 : Super Production | 154              | Gregory Morat                      | 87e            | 49e              |
| Nomade Racing                       |                                          | KTM 450 Rally             | G2.1 : Super Production | 88               | Frantz Roquesalane                 | 95e            | 55e              |
| Nomade Racing                       | Pro Smart Rally Support                  | KTM 450 Rally             | G2.1 : Super Production | 121              | Humphrey Senn van Basel            | Abandon Et. 3  | Abandon Et. 3    |
| Klymciw Racing                      | Klymciw Racing                           | Husqvarna FR 450 Rally    | G2.1 : Super Production | 45               | Ondřej Klymčiw                     | 11e            | 4e               |
| Klymciw Racing                      | Klymciw Racing                           | Husqvarna FR 450 Rally    | G2.1 : Super Production | 126              | Petr Vlček                         | 68e            | 40e              |
| Julian Kozac Rally Team             | Julian Kozac Rally Team                  | KTM 450 Rally             | G2.1 : Super Production | 47               | Jose Julian Kozac                  | 40e            | 22e              |
| MEC Team                            | MEC Team                                 | Honda CRF 450 Rally       | G2.1 : Super Production | 50               | Daniel Nosiglia Jager              | 24e            | 13e              |
| MEC Team                            | MEC Team                                 | Honda CRF 450 Rally       | G2.1 : Super Production | 66               | Walter Nosiglia Jager              | 41e            | 23e              |
| MEC Team                            | MEC Team                                 | Honda CRF 450 Rally       | G2.1 : Super Production | 68               | Simone Agazzi                      | 37e            | 19e              |
| RPM Kawasaki Team                   | Kawasaki Chile Cidef                     | Kawasaki KXF 450          | G2.1 : Super Production | 51               | Patricio Cabrera                   | 33e            | 16e              |
| RPM Kawasaki Team                   | Kawasaki Chile Cidef                     | Kawasaki KXF 450          | G2.1 : Super Production | 96               | Cristobal Andres Guldman Gonzalez  | 65e            | 38e              |
| RPM Kawasaki Team                   | Rivadavia - Mendoza Rally                | Kawasaki KLX 450          | G2.1 : Super Production | 157              | Emiliano Carbonero                 | 62e            | 35e              |
| Cavelius Team                       | Cavelius Team                            | KTM 450 Rally             | G2.1 : Super Production | 57               | Philippe Cavelius                  | 70e            | 42e              |
| HT Husqvarna Rally Raid             | HT Husqvarna Rally Raid                  | Husqvarna FR 450 Rally    | G2.1 : Super Production | 59               | Anastasiya Nifontova               | 75e            | 43e              |
| HT Husqvarna Rally Raid             | HT Husqvarna Rally Raid                  | Husqvarna FR 450 Rally    | G2.1 : Super Production | 60               | Aleksandr Ivaniutin                | 32e            | 15e              |
| HT Husqvarna Rally Raid             | HT Husqvarna Rally Raid                  | Husqvarna FR 450 Rally    | G2.1 : Super Production | 76               | David Thomas                       | Abandon Et. 5  | Abandon Et. 5    |
| HT Husqvarna Rally Raid             | HT Husqvarna Rally Raid                  | Husqvarna FR 450 Rally    | G2.1 : Super Production | 90               | Carlos Gracida Garza               | 63e            | 36e              |
| HT Husqvarna Rally Raid             | HT Husqvarna Rally Raid                  | Husqvarna FR 450 Rally    | G2.1 : Super Production | 107              | Max Hunt                           | 52e            | 31e              |
| HT Husqvarna Rally Raid             | HT Husqvarna Rally Raid                  | Husqvarna FR 450 Rally    | G2.1 : Super Production | 143              | Hans Smit                          | Abandon Et. 3  | Abandon Et. 3    |
| HT Husqvarna Rally Raid             | HT Husqvarna Rally Raid                  | Husqvarna FR 450 Rally    | G2.1 : Super Production | 149              | Matthew Hart                       | 44e            | 24e              |
| HT Husqvarna Rally Raid             | HT Husqvarna Rally Raid                  | Husqvarna FR 450 Rally    | G2.1 : Super Production | 155              | Arjan Bos                          | 83e            | 48e              |
| DKR Team                            | Moto Team by Elf                         | KTM 450 Rally             | G2.2 : Marathon         | 62               | Laurent Lazard                     | 66e            | 17e              |
| DKR Team                            | DKR Team                                 | KTM 450 Rally             | G2.2 : Marathon         | 111              | Marco Reinike                      | 86e            | 27e              |
| DKR Team                            | PJM General Deheza Rally                 | Yamaha YZ 450             | G2.1 : Super Production | 122              | Sebastian Alberto Urquia           | Abandon Et. 10 | Abandon Et. 10   |
| Honda South America Rally Team      | Honda South America Rally Team           | Honda CRF 450 Rally       | G2.1 : Super Production | 67               | Franco Caimi                       | 8e             | 2e               |
| Honda Brazil                        | Honda South America Rally Team           | Honda CRF 450 Rally       | G2.1 : Super Production | 158              | Gregorio Caselani                  | Abandon Et. 7  | Abandon Et. 7    |
| Al Désert                           | Team 69                                  | KTM 450 Rally             | G2.2 : Marathon         | 69               | Hugo Payen                         | 61e            | 16e              |
| Al Désert                           | Al Désert                                | KTM 450 Rally             | G2.2 : Marathon         | 145              | Arnold Brucy                       | Abandon Et. 4  | Abandon Et. 4    |
| Al Désert                           | Les Lamas Bretons                        | KTM 450 Rally             | G2.1 : Super Production | 144              | Pierre-Alexandre Jouis             | Abandon Et. 3  | Abandon Et. 3    |
| Saghmeister Team                    | Avtonet Racing Team                      | KTM 450 Rally             | G2.2 : Marathon         | 72               | Gabor Saghmeister                  | 73e            | 20e              |
| Team Bianchi Prata                  | Team Bianchi Prata - Honda Portugal      | Honda CRF 450 Rally       | G2.1 : Super Production | 75               | Pedro Bianchi Prata                | 57e            | 34e              |
| Bas Dakar Team                      | Bas Dakar Team                           | KTM 450 Rally             | G2.2 : Marathon         | 78               | Ibraheem Alrubaian                 | 88e            | 28e              |
| Bas Dakar Team                      | Bas Dakar Team                           | KTM 450 Rally             | G2.2 : Marathon         | 132              | Joey Evans                         | 94e            | 29e              |
| Bas Dakar Team                      | Bas Dakar Team                           | KTM 450 Rally             | G2.2 : Marathon         | 136              | Walter Terblanche                  | Abandon Et. 4  | Abandon Et. 4    |
| Bas Dakar Team                      | Bas Dakar Team                           | KTM 450 Rally             | G2.1 : Super Production | 119              | Ronald Ter Beek                    | Abandon Et. 4  | Abandon Et. 4    |
| Bas Dakar Team                      | Maxxis Dakar Team powered by Super B     | KTM 450 Rally             | G2.1 : Super Production | 123              | Maikel Verkade                     | 50e            | 29e              |
| Vectra Racing                       | Vectra Racing Team                       | KTM 450 Rally             | G2.2 : Marathon         | 80               | Marcel Butuza                      | 71e            | 18e              |
| Mazzucco Team                       | Gobierno de San Juan Rally Team          | Beta RR 430               | G2.1 : Super Production | 83               | Alberto Santiago Ontiveros         | 54e            | 33e              |
| Zongshen Cyclone Team               | Zongshen Cyclone Team                    | Zongshen ZX 450           | G2.1 : Super Production | 85               | Thierry Bethys                     | Abandon Et. 4  | Abandon Et. 4    |
| Zongshen Cyclone Team               | Zongshen Cyclone Team                    | Zongshen ZX 450           | G2.1 : Super Production | 127              | Willy Jobard                       | Abandon Et. 2  | Abandon Et. 2    |
| Zongshen Cyclone Team               | Zongshen Cyclone Team                    | Zongshen ZX 450           | G2.1 : Super Production | 128              | Jen Hsien Chi                      | Abandon Et. 2  | Abandon Et. 2    |
| Zongshen Cyclone Team               | Zongshen Cyclone Team                    | Zongshen ZX 450           | G2.1 : Super Production | 129              | Zhao Hongyi                        | Abandon Et. 2  | Abandon Et. 2    |
| Zongshen Cyclone Team               | Zongshen Cyclone Team                    | Zongshen ZX 450           | G2.1 : Super Production | 130              | Zhang Ming                         | Abandon Et. 2  | Abandon Et. 2    |
| Lacunza Rally Team                  | Lacunza Rally Team                       | KTM 450 Rally             | G2.1 : Super Production | 97               | Jorge Lacunza                      | Abandon Et. 4  | Abandon Et. 4    |
| M.E.D. Racing Team                  | M.E.D. Racing Team                       | KTM 450 Rally             | G2.1 : Super Production | 98               | Jose Candia                        | 69e            | 41e              |
| CRN Competition                     | CRN Competition                          | Yamaha WR 450             | G2.1 : Super Production | 103              | Rui Oliveira                       | 53e            | 32e              |
| CRN Competition                     | CRN Competition                          | Yamaha WR 450             | G2.1 : Super Production | 105              | Fausto Mota                        | 49e            | 28e              |
| CRN Competition                     | CRN Competition                          | Yamaha WR 450             | G2.1 : Super Production | 116              | Oscar Romero                       | Abandon Et. 8  | Abandon Et. 8    |
| Spirit of Kazama                    | Spirit of Kazama                         | Yamaha WR 450             | G2.1 : Super Production | 118              | Shinnosuke Kazama                  | 67e            | 39e              |
| Team S-Pass Moto                    | Team S-Pass Moto                         | KTM 450 Rally             | G2.1 : Super Production | 124              | Timothée Vacherand                 | 92e            | 53e              |
| Team S-Pass Moto                    | Team S-Pass Moto                         | KTM 450 Rally             | G2.1 : Super Production | 125              | Hugues Deliege                     | 91e            | 52e              |
| IS3 Racing Team                     | IS3 Racing Team                          | KTM 450 Rally             | G2.2 : Marathon         | 131              | Fernando Sousa Jr                  | 42e            | 8e               |
| Motos Jose / Club Aventura Touareg  | Fiora Bath Team                          | KTM 450 Rally             | G2.1 : Super Production | 135              | Sergio Anguiano Reig               | 64e            | 37e              |
| Big Shock Racing                    | Big Shock Racing                         | Yamaha WR 450             | G2.1 : Super Production | 139              | Lukáš Kvapil                       | Abandon Et. 2  | Abandon Et. 2    |
| Team Kaiser                         | Team Kaiser                              | KTM 450 Rally             | G2.2 : Marathon         | 141              | Janos Desi                         | 56e            | 12e              |
| Xtreme Plus                         |                                          | KTM 450 Rally             | G2.1 : Super Production | 148              | Arnaud Monin                       | 78e            | 44e              |
| K66 Racing                          | K66 Racing                               | KTM 450 Rally             | G2.1 : Super Production | 156              | Kurt Burroughs                     | Abandon Et. 10 | Abandon Et. 10   |
| Taguatur Racing Team                | Taguatur Racing Team                     | Honda CRF 450 Rally       | G2.2 : Marathon         | 159              | Richard Fliter                     | 59e            | 14e              |
| Taguatur Racing Team                | Taguatur Racing Team                     | KTM 450 Rally             | G2.2 : Marathon         | 164              | Ricardo Martins                    | Abandon Et. 10 | Abandon Et. 10   |
| Laller Racing                       | Laller Racing                            | KTM 450 Rally             | G2.2 : Marathon         | 160              | Lajos Horváth                      | Abandon Et. 3  | Abandon Et. 3    |

### Quads
Le Chilien Ignacio Casale, vainqueur en 2014, et le Polonais Rafał Sonik, vainqueur de l'édition 2015, font partie des favoris.
| Assistance              | Concurrent                  | Quad                     | Catégorie           | Numéro | Equipage                        | Class. Final   | Class. Catégorie |
| ----------------------- | --------------------------- | ------------------------ | ------------------- | ------ | ------------------------------- | -------------- | ---------------- |
| Sonik Team              | Sonik Team                  | Yamaha Raptor 700        | 3.1 : 4x2 0<750 cm3 | 250    | Rafal Sonik                     | 4e             | 4e               |
| Casale Racing           | Casale Racing               | Yamaha Raptor 700        | 3.1 : 4x2 0<750 cm3 | 251    | Ignacio Casale                  | 2e             | 2e               |
| Barth Racing Team       | Barth Racing Team           | Yamaha Raptor 700        | 3.1 : 4x2 0<750 cm3 | 252    | Josef Macháček                  | Abandon Et. 4  | Abandon Et. 4    |
| Barth Racing Team       | Barth Racing Team           | Yamaha Raptor 700        | 3.1 : 4x2 0<750 cm3 | 276    | Zdeněk Tůma                     | 12e            | 11e              |
| Fores Dakar Team        | Fores Dakar Team            | Yamaha Raptor 700        | 3.1 : 4x2 0<750 cm3 | 254    | Sergey Karyakin                 | 1er            | 1er              |
| Mecteam Nosiglia        | Mecteam Nosiglia            | Honda TRX 700 XX         | 3.1 : 4x2 0<750 cm3 | 256    | Walter Nosiglia                 | Abandon Et. 5  | Abandon Et. 5    |
| Mecteam Nosiglia        | Mecteam Nosiglia            | Honda TRX 700 XX         | 3.1 : 4x2 0<750 cm3 | 258    | Daniel Domaszewski              | 9e             | 9e               |
| Mecteam Nosiglia        | Mecteam Nosiglia            | Honda TRX 700 XX         | 3.1 : 4x2 0<750 cm3 | 261    | Santiago Hansen                 | 7e             | 7e               |
| DKR Team                | DKR Team                    | Yamaha Raptor 700        | 3.1 : 4x2 0<750 cm3 | 257    | Nelson Augusto Sanabria Galeano | 8e             | 8e               |
| DKR Team                | DKR Team                    | Yamaha Raptor 700        | 3.1 : 4x2 0<750 cm3 | 264    | Diego Licio                     | 15e            | 14e              |
| DKR Team                | Gustavo Gallego Competicion | Yamaha Raptor 700        | 3.1 : 4x2 0<750 cm3 | 270    | Gustavo Gallego                 | Abandon Et. 7  | Abandon Et. 7    |
| DKR Team                | Bennazar Quad Team          | Yamaha YFM 700 R         | 3.1 : 4x2 0<750 cm3 | 288    | Mariano Bennazar                | Abandon Et. 3  | Abandon Et. 3    |
| HFP                     | Quadssvmag.com Maxxis       | Yamaha YFM 700 R         | 3.1 : 4x2 0<750 cm3 | 259    | Camélia Liparoti                | 13e            | 12e              |
| HFP                     | La Compagnie du Lit         | Yamaha Raptor 700 Quaddy | 3.1 : 4x2 0<750 cm3 | 262    | Bruno da Costa                  | 6e             | 6e               |
| Team All Tracks         | Team All Tracks             | Yamaha Raptor 700        | 3.1 : 4x2 0<750 cm3 | 260    | Sébastien Souday                | Abandon Et. 2  | Abandon Et. 2    |
| MX Devesa by Berta      | MX Devesa by Berta          | Yamaha Raptor 700        | 3.1 : 4x2 0<750 cm3 | 263    | Pablo Copetti                   | 3e             | 3e               |
| Mazzucco Can-AM Team    | Mazzucco Can-AM Team        | Can-Am Renegade 850      | 3.2 : 4x4 0<900 cm3 | 265    | Lucas Innocente                 | 22e            | 4e               |
| Mazzucco Can-AM Team    | Mazzucco Can-AM Team        | Can-Am Renegade 850      | 3.2 : 4x4 0<900 cm3 | 272    | Daniel Mazzucco                 | Abandon Et. 10 | Abandon Et. 10   |
| Mazzucco Can-AM Team    | Mazzucco Can-AM Team        | Can-Am Renegade 850      | 3.2 : 4x4 0<900 cm3 | 289    | Pablo Luis Novara               | Abandon Et. 4  | Abandon Et. 4    |
| Petro Rally Team        | Petro Rally Team            | Yamaha Raptor 700        | 3.1 : 4x2 0<750 cm3 | 266    | Leandro Creatore                | 18e            | 17e              |
| Maxxis Dakar Team       | Maxxis Super B Dakar Team   | Barren Racer One 690     | 3.1 : 4x2 0<750 cm3 | 267    | Kees Koolen                     | 17e            | 16e              |
| Maxxis Dakar Team       | Maxxis Super B Dakar Team   | Can-Am Renegade 850      | 3.2 : 4x4 0<900 cm3 | 268    | Jan Bastiaan Nijen Twilhaar     | 19e            | 2e               |
| Taguatur Racing Team    | Taguatur Racing Team        | Yamaha YFM 700 R         | 3.1 : 4x2 0<750 cm3 | 271    | Marcelo Medeiros                | Abandon Et. 3  | Abandon Et. 3    |
| CAT Racing              | CAT Racing                  | Can-Am Renegade 850      | 3.2 : 4x4 0<900 cm3 | 273    | Pablo Luis Bustamante           | 21e            | 3e               |
| Verza Rally Team        | Verza Rally Team            | Yamaha YFM 700 R         | 3.1 : 4x2 0<750 cm3 | 274    | Carlos Alejandro Verza          | 14e            | 13e              |
| Caballero Negro         | Caballero Negro             | E-ATV 690                | 3.1 : 4x2 0<750 cm3 | 275    | Jose Luis Espinoza              | Abandon Et. 3  | Abandon Et. 3    |
| Moto Racing Group (MRG) | Moto Racing Group (MRG)     | IBOS Hawk 690            | 3.1 : 4x2 0<750 cm3 | 277    | Tomáš Kubiena                   | Abandon Et. 5  | Abandon Et. 5    |
| Sans assistance         | Team Giroud                 | Yamaha Raptor 700        | 3.1 : 4x2 0<750 cm3 | 278    | Alexandre Giroud                | 11e            | 10e              |
| Al Desert               | Al Desert                   | Yamaha Raptor 700        | 3.1 : 4x2 0<750 cm3 | 279    | Simon Vitse                     | Abandon Et. 8  | Abandon Et. 8    |
| Yamaha Al Desert        | Al Desert                   | Yamaha YFZR 450          | 3.1 : 4x2 0<750 cm3 | 280    | Axel Dutrie                     | 5e             | 5e               |
| Oreste Berta S.A.       | Gaston Gonzalez Racing Team | Yamaha YFM 700 R         | 3.1 : 4x2 0<750 cm3 | 281    | Gastón González                 | Abandon Et. 5  | Abandon Et. 5    |
| M.E.D. Racing Team      | M.E.D. Racing Team          | Yamaha Raptor 700        | 3.1 : 4x2 0<750 cm3 | 282    | Pablo Gaston Rios               | 20e            | 18e              |
| Yamaha Andrés Justel    | Holando Rally Team          | Yamaha Raptor 700        | 3.1 : 4x2 0<750 cm3 | 283    | Gaston Pando                    | 16e            | 15e              |
| Wisniewski Team         | Sonik Team                  | Can-Am Renegade 850      | 3.2 : 4x4 0<900 cm3 | 284    | Kamil Wiśniewski                | 10e            | 1er              |
| Team Can-Am Martinez    | Team Can-Am Martinez        | Can-Am Renegade 850      | 3.2 : 4x4 0<900 cm3 | 285    | Leonardo Martinez               | Abandon Et. 3  | Abandon Et. 3    |
| Team Can-Am Martinez    | Team Can-Am Martinez        | Can-Am Renegade 850      | 3.2 : 4x4 0<900 cm3 | 286    | Suany Martinez                  | Abandon Et. 3  | Abandon Et. 3    |
| Cajica Team             | Cajica Team                 | Can-Am DS 450            | 3.1 : 4x2 0<750 cm3 | 287    | Christian Cajica Pinto          | Abandon Et. 2  | Abandon Et. 2    |

### SSV
| Assistance                                | Concurrent                                | Auto                | Catégorie | Numéro | Equipage                                       | Class. Final  | Class. Catégorie |
| ----------------------------------------- | ----------------------------------------- | ------------------- | --------- | ------ | ---------------------------------------------- | ------------- | ---------------- |
| Xtremeplus / Polaris Racing International | Xtremeplus / Polaris Racing International | Polaris RZR 1000 XP | T3 SSV    | 342    | Mao Ruijin / Sébastien Delaunay                | 4e            | 4e               |
| Xtremeplus / Polaris Racing International | Xtremeplus / Polaris Racing International | Polaris RZR 1000 XP | T3 SSV    | 351    | Leandro Torres / Lourival Roldan               | 1er           | 1er              |
| Xtremeplus / Polaris Racing International | Xtremeplus / Polaris Racing International | Polaris RZR 1000 XP | T3 SSV    | 374    | Lin Dongsheng / Quanquan Guan                  | 5e            | 5e               |
| Xtremeplus / Polaris Racing International | Xtremeplus / Polaris Racing International | Polaris RZR 1000 XP | T3 SSV    | 378    | Maganov Ravil / Kirill Shubin                  | 3e            | 3e               |
| Xtremeplus / Polaris Racing International | Xtremeplus / Polaris Racing International | Polaris RZR 1000 XP | T3 SSV    | 386    | Wang Fujiang / Li Wei                          | 2e            | 2e               |
| Yamaha Trivimon                           | Yamaha Trivimon Dakar                     | Yamaha YXZ 1000 R   | T3 SSV    | 365    | Joan Font / Gabriel Moiset Ferrer              | Abandon Et. 4 | Abandon Et. 4    |
| Yamaha Trivimon                           | Yamaha Trivimon Dakar                     | Yamaha YXZ 1000 R   | T3 SSV    | 372    | Santiago Navarro / Oriol Vidal                 | Abandon Et. 3 | Abandon Et. 3    |
| Yamaha Trivimon                           | Yamaha Trivimon Dakar                     | Yamaha YXZ 1000 R   | T3 SSV    | 382    | Andreu Cachafeiro Vidal / Guifre Pujol Solsona | Abandon Et. 2 | Abandon Et. 2    |

### Autos
Deux principaux constructeurs vont se livrer bataille durant cette édition, Peugeot avec Stéphane Peterhansel (12 victoires), Sébastien Loeb (nonuple champion du monde WRC), Cyril Despres (cinq fois vainqueurs en moto) et Carlos Sainz (vainqueur en 2010), et Toyota avec Nasser Al-Attiyah (double vainqueur en 2011 et 2015), Giniel de Villiers (vainqueur 2009), Nani Roma (double vainqueur en moto et auto).
Le constructeur Mini arbitrera ce duel avec notamment Mikko Hirvonen, Yazeed Al-Rajhi et Orlando Terranova.
Une nouvelle catégorie SSV a été créée pour les buggy de moins de 1000 cm3.
Nb : les assistances Overdrive et Toyota Gazoo Racing (Imperial Toyota) sont conjointes sur l'épreuve.
| Assistance                            | Concurrent                                | Auto                         | Catégorie                                        | Numéro | Equipage                                                              | Class. Final   | Class. Catégorie |
| ------------------------------------- | ----------------------------------------- | ---------------------------- | ------------------------------------------------ | ------ | --------------------------------------------------------------------- | -------------- | ---------------- |
| Team Peugeot Total                    | Team Peugeot Total                        | Peugeot 3008 DKR             | T1.4 2 Roues Motrices Diesel                     | 300    | Stéphane Peterhansel / Jean-Paul Cottret                              | 1er            | 1er              |
| Team Peugeot Total                    | Team Peugeot Total                        | Peugeot 3008 DKR             | T1.4 2 Roues Motrices Diesel                     | 304    | Carlos Sainz / Lucas Cruz                                             | Abandon Et. 5  | Abandon Et. 5    |
| Team Peugeot Total                    | Team Peugeot Total                        | Peugeot 3008 DKR             | T1.4 2 Roues Motrices Diesel                     | 307    | Cyril Despres / David Castera                                         | 3e             | 3e               |
| Team Peugeot Total                    | Team Peugeot Total                        | Peugeot 3008 DKR             | T1.4 2 Roues Motrices Diesel                     | 309    | Sébastien Loeb / Daniel Elena                                         | 2e             | 2e               |
| RD Limited                            | RD Limited                                | Peugeot 3008 DKR             | T1.4 2 Roues Motrices Diesel                     | 318    | Romain Dumas / Alain Guéhennec                                        | 8e             | 4e               |
| PH-Sport                              | PH-Sport                                  | Peugeot 2008 DKR             | T1.4 2 Roues Motrices Diesel                     | 319    | Khalid Al-Qassimi / Pascal Maimon                                     | Abandon Et. 11 | Abandon Et. 11   |
| Toyota Gazoo Racing (Imperial Toyota) | Toyota Gazoo Racing SA                    | Toyota Hilux Overdrive       | T1.1 4x4 Modifiés Essence                        | 301    | Nasser Al-Attiyah / Matthieu Baumel                                   | Abandon Et. 4  | Abandon Et. 4    |
| Toyota Gazoo Racing (Imperial Toyota) | Toyota Gazoo Racing SA                    | Toyota Hilux Overdrive       | T1.1 4x4 Modifiés Essence                        | 302    | Giniel de Villiers / Dirk Von Zitzewitz                               | 5e             | 2e               |
| Toyota Gazoo Racing (Imperial Toyota) | Overdrive Toyota                          | Toyota Hilux Overdrive       | T1.1 4x4 Modifiés Essence                        | 320    | Conrad Rautenbach / Robert Howie                                      | 9e             | 3e               |
| Overdrive                             | Overdrive Toyota                          | Toyota Hilux Overdrive       | T1.1 4x4 Modifiés Essence                        | 305    | Nani Roma / Álex Haro Bravo                                           | 4e             | 1er              |
| Overdrive                             | Overdrive Toyota                          | Toyota Hilux Overdrive       | T1.1 4x4 Modifiés Essence                        | 317    | Ronan Chabot / Gilles Pillot                                          | Abandon Et. 4  | Abandon Et. 4    |
| Overdrive                             | Overdrive Toyota                          | Toyota Hilux Overdrive       | T1.1 4x4 Modifiés Essence                        | 330    | Alejandro Miguel Yacopini / Daniel Merlo                              | 19e            | 8e               |
| Overdrive                             | Van Loon Racing                           | Toyota Hilux Overdrive       | T1.1 4x4 Modifiés Essence                        | 310    | Erik van Loon / Wouter Rosegaar                                       | 14e            | 6e               |
| Dakaras.lt                            | Craft Bearings                            | Toyota Hilux Overdrive       | T1.1 4x4 Modifiés Essence                        | 328    | Antanas Juknevicius / Darius Vaiciulis                                | 21e            | 10e              |
| Bastion Hotels Dakar Team             | Bastion Hotels Dakar Team                 | Toyota Hilux Overdrive       | T1.1 4x4 Modifiés Essence                        | 341    | Maik Willems / Robert van Pelt                                        | 26e            | 12e              |
| X-Raid                                | X-Raid Mini John Cooper Works Rally Team  | Mini John Cooper Works Rally | T1.2 2 4x4 Modifiés Diesel                       | 303    | Mikko Hirvonen / Michel Périn                                         | 13e            | 4e               |
| X-Raid                                | X-Raid Mini John Cooper Works Rally Team  | Mini John Cooper Works Rally | T1.2 2 4x4 Modifiés Diesel                       | 306    | Yazeed Al-Rajhi / Timo Gottschalk                                     | Abandon Et. 12 | Abandon Et. 12   |
| X-Raid                                | X-Raid Mini John Cooper Works Rally Team  | Mini John Cooper Works Rally | T1.2 2 4x4 Modifiés Diesel                       | 308    | Orlando Terranova / Andreas Schulz                                    | 6e             | 1er              |
| X-Raid                                | X-Raid Mini John Cooper Works Rally Team  | Mini All4 Racing             | T1.2 2 4x4 Modifiés Diesel                       | 339    | Sylvio Barros / Rafael Capoani                                        | 18e            | 6e               |
| X-Raid                                | X-Raid Team                               | Mini All4 Racing             | T1.2 2 4x4 Modifiés Diesel                       | 314    | Boris Garafulic / Filipe Palmeiro                                     | Abandon Et. 11 | Abandon Et. 11   |
| X-Raid                                | X-Raid Team                               | Mini All4 Racing             | T1.2 2 4x4 Modifiés Diesel                       | 322    | Mohamed Abu Issa / Xavier Panseri                                     | 10e            | 3e               |
| X-Raid                                | X-Raid Team                               | Mini All4 Racing             | T1.2 2 4x4 Modifiés Diesel                       | 325    | Stephan Schott / Paulo Fiúza                                          | 15e            | 5e               |
| X-Raid                                | Orlen Team                                | Mini All4 Racing             | T1.2 2 4x4 Modifiés Diesel                       | 316    | Jakub Przygoński / Tom Colsoul                                        | 7e             | 2e               |
| South Racing                          | Dmas South Racing                         | Ford Ranger                  | T1.1 4x4 Modifiés Essence                        | 311    | Xavier Pons / Ruben Garcia                                            | Abandon Et. 2  | Abandon Et. 2    |
| South Racing                          | South Racing                              | Ford Ranger                  | T1.1 4x4 Modifiés Essence                        | 324    | Marco Bulacia / Claudio Bustos                                        | 20e            | 9e               |
| South Racing                          | South Racing                              | Toyota Hilux Pick-up         | T1.1 4x4 Modifiés Essence                        | 338    | Alberto Rodrigo Gutierrez Fleig / Joan Rubi                           | 16e            | 7e               |
| South Racing                          | South Racing                              | Toyota Hilux Pick-up         | T1.1 4x4 Modifiés Essence                        | 343    | Eduardo Osvaldo Amor / Nicolas Amor                                   | 49e            | 21e              |
| South Racing                          | Copetrol Rally Team                       | Toyota Hilux Pick-up         | T1.1 4x4 Modifiés Essence                        | 367    | Blas Zapag / Enrique Zapag                                            | 37e            | 17e              |
| Renault Sport Argentina               | Renault Duster Team                       | Renault Duster               | T1.1 4x4 Modifiés Essence                        | 315    | Emiliano Spataro / Benjamin Lozada                                    | Abandon Et. 4  | Abandon Et. 4    |
| Renault Sport Argentina               | Renault Duster Team                       | Renault Duster               | T1.1 4x4 Modifiés Essence                        | 334    | Facundo Ardusso / Gerardo Scicolone                                   | 22e            | 11e              |
| MP-Sports                             | MP-Sports                                 | Ford F150 Evo                | T1.1 4x4 Modifiés Essence                        | 321    | Martin Prokop / Ilka Minor                                            | 11e            | 4e               |
| Wevers Sport                          | Wevers Sport                              | HRX Ford                     | T1.1 4x4 Modifiés Essence                        | 323    | Nicolas Fuchs / Fernando Mussano                                      | 12e            | 5e               |
| Team Pitlane                          | General Financing Team Pitlane            | Toyota Hilux Pick-up         | T1.1 4x4 Modifiés Essence                        | 326    | Benediktas Vanagas / Sebastian Rozwadowski                            | Abandon Et. 4  | Abandon Et. 4    |
| Colcar Racing Team                    | Colcar Racing Team                        | Mercedes Prototipo Colcar    | T1.1 4x4 Modifiés Essence                        | 329    | Juan Silva / Sergio Lafuente                                          | 33e            | 14e              |
| Colcar Racing Team                    | Colcar Racing Team                        | Mercedes Prototipo Colcar    | T1.1 4x4 Modifiés Essence                        | 344    | Martin Maldonado / Sebastian Scholz Vergnolle                         | 38e            | 18e              |
| Team Land Cruiser Toyota Auto Body    | Toyota Auto Body                          | Toyota VDJ200                | T2.2 Tout-terrain de série Diesel                | 327    | Christian Lavieille / Jean-Pierre Garcin                              | 23e            | 1er              |
| Team Land Cruiser Toyota Auto Body    | Toyota Auto Body                          | Toyota VDJ200                | T2.2 Tout-terrain de série Diesel                | 332    | Akira Miura / Laurent Lichtleuchter                                   | 24e            | 2e               |
| Quadafons                             | Foj - Coopertires                         | Toyota Land Cruiser          | T2.2 Tout-terrain de série Diesel                | 331    | Xavier Foj / Ignacio Santamaria                                       | 29e            | 4e               |
| Astana Motorsports                    | Astana Motorsports                        | Toyota Land Cruiser          | T2.2 Tout-terrain de série Diesel                | 333    | Denis Berezovskiy / Alexey Nikizhev                                   | 28e            | 3e               |
| Sodicars Racing                       | Sodicars Racing                           | Buggy BV2-1 Proto Sodicars   | T1.3 2 Roues Motrices Essence                    | 335    | Eric Bernard / Alexandre Vigneau                                      | 17e            | 1er              |
| Sodicars Racing                       | Sodicars Racing                           | MD Springbok                 | T1.1 4x4 Modifiés Essence                        | 359    | Gérard Tramoni / Dominique Totain                                     | Abandon Et. 8  | Abandon Et. 8    |
| Rally Raid Concept                    | Rally Raid Concept                        | Toyota Hilux Pick-up         | T1.1 4x4 Modifiés Essence                        | 336    | Jean-Pascal Besson / Bruno Seillet                                    | Abandon Et. 3  | Abandon Et. 3    |
| JCB Racing                            | JCB Racing                                | Nissan Navarra               | T1.1 4x4 Modifiés Essence                        | 337    | Ronald Basso / Julien Menard                                          | Abandon Et. 5  | Abandon Et. 5    |
| DKR Raid Service                      | KH-7 Rally Team                           | Mitsubishi Proto ARC         | T1.S Véhicules Tout-terrain légers et non légers | 340    | Isidre Esteve / Txema Villalobos                                      | 34e            | 4e               |
| DKR Raid Service                      | DKR Raid Service Team                     | Mitsubishi Proto ARC         | T1.S Véhicules Tout-terrain légers et non légers | 360    | Cristina Gutierrez Herrero / Pedro Lopez Chaves                       | 43e            | 6e               |
| Plumi Rally Team                      | Plumi Rally Team                          | Rapido Rastrojero            | T1.1 4x4 Modifiés Essence                        | 345    | Jose Antonio Blangino / Luciano Gagliardi                             | 35e            | 15e              |
| RC Competicion                        | Pasion Rally                              | Toyota SW4                   | T1.1 4x4 Modifiés Essence                        | 346    | Alicia Reina / Carlos Dante Pelayo                                    | 39e            | 19e              |
| RC Competicion                        | Ecuador Dakar                             | Toyota SW4                   | T1.1 4x4 Modifiés Essence                        | 349    | Sebastian Guayasamin / Mauro Lipez                                    | 44e            | 20e              |
| RC Competicion                        | RC Competicion                            | Toyota Hilux Pick-up         | T1.1 4x4 Modifiés Essence                        | 371    | Gaston Jose Pasten Infante / Fernando Acosta                          | 52e            | 22e              |
| RC Competicion                        |                                           | Toyota Land Cruiser          | T2.2 Tout-terrain de série Diesel                | 381    | Stefano Marrini / Stefano Rossi                                       | Abandon Et. 4  | Abandon Et. 4    |
| Maxxis Super B                        | Maxxis Dakar Team powered by Super B      | Suzuki Swift GL (Buggy)      | T3.3 Véhicules légers de -1050cm3, Essence       | 347    | Tim Coronel (sans copilote)                                           | 42e            | 1er              |
| Maxxis Super B                        | Maxxis Dakar Team powered by Super B      | Suzuki Swift GL (Buggy)      | T3.3 Véhicules légers de -1050cm3, Essence       | 354    | Tom Coronel (sans copilote)                                           | 53e            | 2e               |
| Pro Raid Peru                         | Pro Raid Peru                             | Toyota Fortuner              | T1.S Véhicules Tout-terrain légers et non légers | 348    | Fernando Ferrand Malatesta / Fernando Ferrand Del Busto               | 32e            | 3e               |
| Pro Raid Peru                         | Pro Raid Peru                             | Toyota Hilux Pick-up         | T1.S Véhicules Tout-terrain légers et non légers | 364    | Juan Carlos Vallejo / Leonardo Baronio                                | 27e            | 2e               |
| Top Events Rally Team                 | Top Events Rally Team                     | Volvo V40 (Buggy)            | T1.3 2 Roues Motrices Essence                    | 350    | Ebert Dollevoet / Patrick Van Lee                                     | Abandon Et. 4  | Abandon Et. 4    |
| Team Croizon Tartarin                 | Team Croizon Tartarin                     | BMW X6 (Buggy)               | T1.3 2 Roues Motrices Essence                    | 352    | Philippe Croizon / Cédric Duplé                                       | 48e            | 2e               |
| Team Croizon Tartarin                 | Team Croizon Tartarin                     | Land Rover Nemesis R         | T1.2 2 4x4 Modifiés Diesel                       | 357    | Yves Tartarin / Stéphane Duplé                                        | 46e            | 8e               |
| DK420 Competition                     | DK420 Competition                         | Toyota Hilux Pick-up         | T1.2 2 4x4 Modifiés Diesel                       | 355    | Thomas Walter Englert / Hans Paul Thiede Weiler                       | 51e            | 10e              |
| DK420 Competition                     | DK420 Competition                         | Toyota Hilux Pick-up         | T1.2 2 4x4 Modifiés Diesel                       | 391    | Roberto Recalde / Juan Jose Sanchez                                   | Abandon Et. 10 | Abandon Et. 10   |
| Orobica                               | Team Pandakar                             | Fiat Panda 4x4               | T1.2 2 4x4 Modifiés Diesel                       | 356    | Giulio Verzeletti / Antonio Cabini                                    | 55e            | 11e              |
| Boundless Yong Team                   | Boundless Yong Team                       | Toyota Hilux Pick-up         | T1.1 4x4 Modifiés Essence                        | 358    | He Zhitao / Kai Zhao                                                  | 30e            | 13e              |
| LB Racing                             | LB Racing                                 | Toyota FJ Cruiser            | T1.1 4x4 Modifiés Essence                        | 361    | Luis Fernando Barbery Paz / Abel Salazar / Remberto Roca Zeballos     | 54e            | 23e              |
| R-Team Ralliart                       | R Team                                    | Ford Raptor                  | T2.1 Tout-terrain de série Essence               | 362    | Gianni Luca Tassi / Massimiliano Catarsi / Alessandro Brufola Casotto | 41e            | 1er              |
| R-Team Ralliart                       | R Team                                    | Ford Raptor                  | T2.1 Tout-terrain de série Essence               | 368    | Graziano Scandola / Giammarco Fossa                                   | 56e            | 2e               |
| Roca                                  |                                           | Toyota FJ Cruiser            | T1.S Véhicules Tout-terrain légers et non légers | 363    | Julio Cesar Roca Mercado / Hernan Daza Jimenez                        | 40e            | 5e               |
| Jaton Racing                          | Acciona 100% Ecopowered                   | Acciona Ecopowered           | T1.E Véhicules Electriques                       | 369    | Ariel Jaton / German Rolon                                            | 57e            | 1er              |
| Jaton Racing                          | 4WD Jaton Racing                          | Toyota Land Cruiser          | T2.2 Tout-terrain de série Diesel                | 370    | Dario de Lorenzo / Aldo de Lorenzo                                    | 31e            | 5e               |
| Jaton Racing                          | IAAM Team Sport Competicion               | Nissan Frontier              | T1.2 4x4 Modifiés Diesel                         | 377    | Carlos Alberto Villegas Aguero / Maria del Huerto Mattar Smith        | Abandon Et. 7  | Abandon Et. 7    |
| BEE Dakar                             | Agrorodeo                                 | Seat Leon (Buggy)            | T1.S Véhicules Tout-terrain légers et non légers | 373    | Vaidotas Žala / Saulius Jurgelenas                                    | Abandon Et. 5  | Abandon Et. 5    |
| Sans assistance                       | Desert Absolu                             | Land-Rover Roxer             | T1.2 4x4 Modifiés Diesel                         | 375    | Tristan Couëdel / Edouard Sineux                                      | Abandon Et. 4  | Abandon Et. 4    |
| Autolife Dakar Team                   | Autolife Dakar Team                       | Desert Warrior DW1           | T1.2 4x4 Modifiés Diesel                         | 376    | Roman Starikovich / Bert Heskes                                       | 45e            | 7e               |
| Del Viso Dakar Team                   | Del Viso Dakar Team                       | Toyota Hilux Pick-up         | T1.2 4x4 Modifiés Diesel                         | 379    | Roberto Naivirt / Jose Luis di Palma                                  | Abandon Et. 10 | Abandon Et. 10   |
| Konturterm Racing Team                | Konturterm Racing Team                    | Toyota Hilux Pick-up         | T1.1 4x4 Modifiés Essence                        | 380    | Sergei Shikhotarov / Oleg Uperenko                                    | 36e            | 16e              |
| HP Racing                             | HP Racing                                 | Toyota Hilux Pick-up         | T1.S Véhicules Tout-terrain légers et non légers | 383    | Eduardo Peredo / Eugenio Arrieta                                      | 25e            | 1er              |
| Maldonado Team                        | Maldonado Team                            | Puch Vagoneta                | T1.1 4x4 Modifiés Essence                        | 385    | Fortunato Maldonado / Victor Alanoca                                  | Abandon Et. 4  | Abandon Et. 4    |
| Nunez                                 |                                           | Toyota Hilux Pick-up         | T1.2 4x4 Modifiés Diesel                         | 387    | Ramon Nunez / Sergio David Casas                                      | Abandon Et. 3  | Abandon Et. 3    |
| Potosi Careaga Dakar                  | Potosi Careaga Dakar                      | Toyota FJ Cruiser            | T1.S Véhicules Tout-terrain légers et non légers | 389    | Orlando Careaga / Enzo Cordano Yupanqui                               | 47e            | 7e               |
| Xtreme Plus                           | Xtremeplus / Polaris Racing International | Toyota Prado                 | T1.2 4x4 Modifiés Diesel                         | 390    | Marco Piana / Steven Griener                                          | 50e            | 9e               |
| Salom Dakar Team                      | Salom Dakar Team                          | Volkswagen Prototipo Diesel  | T1.2 4x4 Modifiés Diesel                         | 393    | Carlos Hector Salom / Lucas Javier Salom                              | Abandon Et. 5  | Abandon Et. 5    |

### Camions
| Assistance                | Concurrent                      | Camion                 | Catégorie                          | Numéro | Equipage                                                                  | Class. Final   | Class. Catégorie |
| ------------------------- | ------------------------------- | ---------------------- | ---------------------------------- | ------ | ------------------------------------------------------------------------- | -------------- | ---------------- |
| Team de Rooy Iveco        | Petronas Team de Rooy Iveco     | Iveco Powerstar        | T4.2 : camions modifiés            | 500    | Gerard de Rooy / Moises Torrallardona / Darek Rodewald                    | 3e             | 3e               |
| Team de Rooy Iveco        | Petronas Team de Rooy Iveco     | Iveco Trakker          | T4.2 : camions modifiés            | 507    | Ton van Genugten / Anton van Limpt / Bernard Der Kinderen                 | 16e            | 16e              |
| Team de Rooy Iveco        | Petronas Team de Rooy Iveco     | Iveco Trakker          | T4.2 : camions modifiés            | 525    | Wulfert van Ginkel / Erik Kofman / Bert van Donkelaar                     | 17e            | 17e              |
| Team de Rooy Iveco        | Infinia Diesel Team de Rooy YPF | Iveco Powerstar        | T4.2 : camions modifiés            | 502    | Federico Villagra / Adrian Arturo Yacopini / Ricardo Adrian Torlaschi     | 4e             | 4e               |
| Kamaz - Master            | Kamaz - Master                  | Kamaz 4326             | T4.2 : camions modifiés            | 501    | Ayrat Mardeev / Aydar Belyaev / Dmitriy Svistunov                         | 5e             | 5e               |
| Kamaz - Master            | Kamaz - Master                  | Kamaz 4326             | T4.2 : camions modifiés            | 505    | Eduard Nikolaev / Evgeny Yakovlev / Vladimir Rybakov                      | 1er            | 1er              |
| Kamaz - Master            | Kamaz - Master                  | Kamaz 4326             | T4.2 : camions modifiés            | 513    | Dmitry Sotnikov / Ruslan Akhmadeev / Igor Leonov                          | 2e             | 2e               |
| Kamaz - Master            | Kamaz - Master                  | Kamaz 4326             | T4.2 : camions modifiés            | 515    | Anton Shibalov / Robert Amatych / Ivan Romanov                            | 19e            | 19e              |
| Tatra Buggyra Racing      | Tatra Buggyra Instaforex        | Tatra Phoenix          | T4.2 : camions modifiés            | 503    | Aleš Loprais / Jiří Stross / Jan Tománek                                  | 7e             | 7e               |
| Tatra Buggyra Racing      | Tatra Buggyra Instaforex        | Tatra Phoenix          | T4.2 : camions modifiés            | 508    | Martin Kolomý / Rene Kilián / David Kilián                                | 15e            | 15e              |
| EVM Rally                 | Astana Motorsport / EVM         | Man TGA                | T4.2 : camions modifiés            | 504    | Hans Stacey / Jan van der Vaet / Hugo Kupper                              | 9e             | 9e               |
| EVM Rally                 | Astana Motorsport / EVM         | Man TGA                | T4.2 : camions modifiés            | 509    | Peter Versluis / Artur Klein / Marcel Pronk                               | 11e            | 11e              |
| EVM Rally                 | Astana Motorsport / EVM         | Man TGA                | T4.2 : camions modifiés            | 512    | Artur Ardavichus / Serge Bruynkens / Michel Huisman                       | 26e            | 25e              |
| Mammoet Rallysport        | Mammoet-Riwald Rallysport       | Renault Trucks CBH 385 | T4.2 : camions modifiés            | 506    | Martin van den Brink / Daniel Kozlovsky / Marcel Blankestijn              | 35e            | 29e              |
| Mammoet Rallysport        | Mammoet-Riwald Rallysport       | Renault Trucks K520    | T4.2 : camions modifiés            | 510    | Pascal de Baar / Martin Roesink / Wouter de Graaff                        | 20e            | 20e              |
| Mammoet Rallysport        | Mammoet-Riwald Rallysport       | Renault Trucks K520    | T4.2 : camions modifiés            | 524    | Gert Huzink / Rob Buursen / Rijk Mouw                                     | Abandon Et. 3  | Abandon Et. 3    |
| Mammoet Rallysport        | Mammoet-Riwald Rallysport       | Ginaf X2223            | T4.2 : camions modifiés            | 537    | Ed Wigman / Joel Ebbers / Hendrik-Jan Slikhuijs                           | 38e            | 31e              |
| MAZ-SportAuto             | MAZ-SportAuto                   | Maz 5309RR             | T4.2 : camions modifiés            | 511    | Siarhei Viazovich / Pavel Harinin / Andrei Zhyhulin                       | 13e            | 13e              |
| MAZ-SportAuto             | MAZ-SportAuto                   | Maz 5309RR             | T4.2 : camions modifiés            | 522    | Aleksandr Vasilevski / Dzmitry Vikhrenka / Anton Zaparoshchanka           | 6e             | 6e               |
| MAZ-SportAuto             | MAZ-SportAuto                   | Maz 5309RR             | T4.2 : camions modifiés            | 533    | Aliaksei Vishneuski / Maksim Novikau / Aliaksei Neviarovich               | 21e            | 21e              |
| DakarSpeed                | DakarSpeed                      | Scania Torpedo         | T4.2 : camions modifiés            | 514    | Maurik van den Heuvel / Peter Kuijpers / Wilko van Oort                   | 27e            | 26e              |
| DakarSpeed                | DakarSpeed                      | Scania Torpedo         | T4.2 : camions modifiés            | 523    | Victor Willem Corne Versteijnen / Tom de Leeuw / Aart Schoones            | Abandon Et. 10 | Abandon Et. 10   |
| Hino Team Sugawara        | Hino Team Sugawara              | Hino 500 Series        | T4.2 : camions modifiés            | 516    | Teruhito Sugawara / Hiroyuki Sugiura                                      | 8e             | 8e               |
| Hino Team Sugawara        | Hino Team Sugawara              | Hino 500 Series        | T4.2 : camions modifiés            | 535    | Yoshimasa Sugawara / Mitsugu Takahashi                                    | 29e            | 27e              |
| Big Shock Racing          | Big Shock Racing                | Liaz 111.154           | T4.2 : camions modifiés            | 518    | Martin Macík / František Tomášek / Michal Mrkva                           | 10e            | 10e              |
| RTS Racing                | RTS Racing                      | Man TGS                | T4.2 : camions modifiés            | 520    | Steven Rotsaert / Joeri Christiaen / Thomas Stroo                         | 14e            | 14e              |
| RTS Racing                | RTS Racing                      | Man TGA                | T4.1 : camions de série            | 541    | Dave Ingels / Benny Raes / Michał Wrzos                                   | 22e            | 1er              |
| Ginaf Rally Service       | Ginaf Rally Service             | Ginaf X2222            | T4.2 : camions modifiés            | 521    | Jos Smink / Daniel Bruinsma / Peter Nieuwenburg                           | 12e            | 12e              |
| Ginaf Rally Service       | Ginaf Rally Service             | Ginaf X2222            | T4.2 : camions modifiés            | 539    | Aad van Velsen / Johannes Schotanus / Sebastiaan Haverkamp                | 25e            | 24e              |
| Ginaf Rally Service       | Ginaf Rally Service             | Daf FAV 85             | T4.2 : camions modifiés            | 530    | Gerrit van Werven / Gerrit Zuurmond / Henk Schuiling                      | Abandon Et. 10 | Abandon Et. 10   |
| Fried van de Laar Racing  | Fried van de Laar Racing        | Daf FAV 85             | T4.2 : camions modifiés            | 526    | Jan van de Laar / Ben van de Laar / Adolph Huijgens                       | 33e            | 28e              |
| Art of Speed              | Art of Speed                    | Man TGA                | T4.2 : camions modifiés            | 527    | Noël Essers / Johan Cooninx / Marc Lauwers                                | 23e            | 22e              |
| Epsilon                   | Epsilon                         | Man TGA                | T4.1 : camions de série            | 528    | Jordi Juvanteny / Jose Luis Criado / Enric Gonzalez Carpi                 | 32e            | 4e               |
| Team Boucou               | Team Boucou                     | Iveco Trakker          | T4.3 : camions d'assistance rapide | 529    | Thomas Robineau / Jose Martins / Dave Berghmans                           | 28e            | 1er              |
| Team Boucou               | Team Boucou                     | Man TGA                | T4.3 : camions d'assistance rapide | 544    | Georges Ginesta / Armando Loureiro / Christophe Allot                     | Abandon Et. 10 | Abandon Et. 10   |
| Team Boucou               | Acciona 100% Ecopowered         | Daf 75 CF              | T4.3 : camions d'assistance rapide | 542    | Michel Boucou / Jean-Jacques Martinez / Jean-François Cazeres             | 37e            | 2e               |
| Team Tilburgs             | Team Tilburgs Truck Parts       | Daf TE 85 XC           | T4.2 : camions modifiés            | 536    | Frank Tilburgs / Gisbert van Uden / Marcel Snijders                       | 18e            | 18e              |
| Bonver Dakar Project      | Bonver Dakar Project            | Tatra Jamal T163       | T4.2 : camions modifiés            | 538    | Albert Llovera / Charly Gotlib / Jaromir Martinec                         | 24e            | 23e              |
| Team SSP                  | Team SSP                        | Man TGA                | T4.1 : camions de série            | 540    | Etienne Smulevici / John Cockburn / Antoine Coquart                       | 31e            | 3e               |
| South Racing              | South Racing                    | Man SX                 | T4.2 : camions modifiés            | 543    | Mathias Behringer / Stefan Henken / Sean Berriman                         | 36e            | 30e              |
| Firemen Dakar Team        | Firemen Dakar Team              | Daf CF                 | T4.1 : camions de série            | 546    | Richard de Groot / Johannes Hulsebosch / Gerardus Beelen                  | 34e            | 5e               |
| Quadafons Competicio      | Quadafons Competicio            | Mercedes Axor 1936     | T4.2 : camions modifiés            | 551    | Pep Sabate Bernat / Josep Ramon Canis Rodriguez / Jordi Montaner Busquets | Abandon Et. 4  | Abandon Et. 4    |
| Orobica                   | Team Pandakar                   | Mercedes Unimog 400    | T4.1 : camions de série            | 548    | Paolo Calabria / Loris Calubini / Giuseppe Fortuna                        | 39e            | 6e               |
| Team de Groot             | Team de Groot                   | Daf FT XF105           | T4.1 : camions de série            | 549    | William de Groot / Edwin van de Langenberg / Jos van der Pas              | 30e            | 2e               |
| RTeam                     | RTeam                           | Iveco Eurocargo        | T4.3 : camions d'assistance rapide | 550    | Cesare Rickler / David Giovannetti / Leonardo Cini                        | 40e            | 3e               |
| PH Sport                  | PH Sport                        | Man TGA                | T4.3 : camions d'assistance rapide | 552    | Michel Saumet / Fabien Catherine / Jean-Bernard Paillard                  | Abandon Et. 10 | Abandon Et. 10   |
| MP-Sports                 | MP-Sports                       | Man TGA                | T4.3 : camions d'assistance rapide | 553    | Karel Trněný / Petr Pokora / David Schovánek                              | Abandon Et. 5  | Abandon Et. 5    |
| Bastion Hotels Dakar Team | Bastion Hotels Dakar Team       | Mercedes Unimog        | T4.3 : camions d'assistance rapide | 555    | Kornelis Offringa / Thomas de Bois                                        | Abandon Et. 10 | Abandon Et. 10   |
| Team Peugeot Total        | Team Peugeot Total              | Man 26480              | T4.3 : camions d'assistance rapide | 557    | Serge Lacourt / Pascal Bonnaire / Thierry Pacquelet                       | Abandon Et. 3  | Abandon Et. 3    |
| Sodicars Racing           | Sodicars Racing                 | Man TG18480            | T4.3 : camions d'assistance rapide | 559    | Samir Benbekhti / Ahmed Benbekhti                                         | Abandon Et. 3  | Abandon Et. 3    |

## Vainqueurs d'étapes
| Étape | Date            | Départ                | Arrivée               | Motos                                                  | Autos                                                  | Quads                                                  | Camions                                                | SSV                                                    |
| ----- | --------------- | --------------------- | --------------------- | ------------------------------------------------------ | ------------------------------------------------------ | ------------------------------------------------------ | ------------------------------------------------------ | ------------------------------------------------------ |
| 1     | lun. 2 janvier  | Assomption            | Resistencia           | Juan Pedrero                                           | Nasser Al-Attiyah                                      | Marcelo Medeiros                                       | Martin Kolomý                                          | Maganov Ravil                                          |
| 2     | mar. 3 janvier  | Resistencia           | San Miguel de Tucuman | Toby Price                                             | Sébastien Loeb                                         | Pablo Copetti                                          | Martin van den Brink                                   | Mao Ruijin                                             |
| 3     | mer. 4 janvier  | San Miguel de Tucuman | Jujuy                 | Joan Barreda Bort                                      | Stéphane Peterhansel                                   | Walter Nosiglia                                        | Eduard Nikolaev                                        | Leandro Torres                                         |
| 4     | jeu. 5 janvier  | Jujuy                 | Tupiza                | Matthias Walkner                                       | Cyril Despres                                          | Walter Nosiglia                                        | Gerard de Rooy                                         | Mao Ruijin                                             |
| 5     | ven. 6 janvier  | Tupiza                | Oruro                 | Sam Sunderland                                         | Sébastien Loeb                                         | Kees Koolen                                            | Gerard de Rooy                                         | Maganov Ravil                                          |
| 6     | sam. 7 janvier  | Oruro                 | La Paz                | Étape annulée en raison des conditions météorologiques | Étape annulée en raison des conditions météorologiques | Étape annulée en raison des conditions météorologiques | Étape annulée en raison des conditions météorologiques | Étape annulée en raison des conditions météorologiques |
|       | dim. 8 janvier  | La Paz                | Jour de repos         | Jour de repos                                          | Jour de repos                                          | Jour de repos                                          | Jour de repos                                          | Jour de repos                                          |
| 7     | lun. 9 janvier  | La Paz                | Uyuni                 | Ricky Brabec                                           | Stéphane Peterhansel                                   | Sergey Karyakin                                        | Dmitry Sotnikov                                        | Maganov Ravil                                          |
| 8     | mar. 10 janvier | Uyuni                 | Salta                 | Joan Barreda Bort                                      | Sébastien Loeb                                         | Ignacio Casale                                         | Martin van den Brink                                   | Li Dongsheng                                           |
| 9     | mer. 11 janvier | Salta                 | Chilecito             | Étape annulée en raison des conditions météorologiques | Étape annulée en raison des conditions météorologiques | Étape annulée en raison des conditions météorologiques | Étape annulée en raison des conditions météorologiques | Étape annulée en raison des conditions météorologiques |
| 10    | jeu. 12 janvier | Chilecito             | San Juan              | Joan Barreda Bort                                      | Stéphane Peterhansel                                   | Sergey Karyakin                                        | Eduard Nikolaev                                        | Wang Fujiang                                           |
| 11    | ven. 13 janvier | San Juan              | Rio Cuarto            | Joan Barreda Bort                                      | Sébastien Loeb                                         | Sergey Karyakin                                        | Eduard Nikolaev                                        | Leandro Torres                                         |
| 12    | sam. 14 janvier | Rio Cuarto            | Buenos Aires          | Adrien van Beveren                                     | Sébastien Loeb                                         | Ignacio Casale                                         | Eduard Nikolaev                                        | Maganov Ravil                                          |

## Classements finaux

### Motos
| Pos. | Pilote                  | Constructeur | Temps            | Écart            |
| ---- | ----------------------- | ------------ | ---------------- | ---------------- |
| 1    | Sam Sunderland          | KTM          | 32 h 06 min 22 s | —                |
| 2    | Matthias Walkner        | KTM          | 32 h 38 min 22 s | +32 min 00 s     |
| 3    | Gerard Farrés           | KTM          | 32 h 42 min 02 s | +35 min 40 s     |
| 4    | Adrien van Beveren      | Yamaha       | 32 h 42 min 50 s | +36 min 28 s     |
| 5    | Joan Barreda            | Honda        | 32 h 49 min 30 s | +43 min 08 s     |
| 6    | Paulo Gonçalves         | Honda        | 32 h 58 min 51 s | +52 min 29 s     |
| 7    | Pierre-Alexandre Renet  | Husqvarna    | 33 h 03 min 57 s | +57 min 35 s     |
| 8    | Franco Caimi            | Honda        | 33 h 48 min 40 s | +1 h 42 min 18 s |
| 9    | Helder Rodrigues        | Yamaha       | 34 h 09 min 28 s | +2 h 03 min 06 s |
| 10   | Juan Carlos Salvatierra | KTM          | 34 h 29 min 15 s | +2 h 22 min 53 s |

### Autos
| Pos. | Pilote               | Copilote           | Constructeur | Temps            | Écart            |
| ---- | -------------------- | ------------------ | ------------ | ---------------- | ---------------- |
| 1    | Stéphane Peterhansel | Jean-Paul Cottret  | Peugeot      | 28 h 49 min 30 s | —                |
| 2    | Sébastien Loeb       | Daniel Elena       | Peugeot      | 28 h 54 min 43 s | +5 min 13 s      |
| 3    | Cyril Despres        | David Castera      | Peugeot      | 29 h 22 min 58 s | +33 min 28 s     |
| 4    | Nani Roma            | Álex Haro Bravo    | Toyota       | 30 h 06 min 13 s | +1 h 16 min 43 s |
| 5    | Giniel de Villiers   | Dirk von Zitzewitz | Toyota       | 30 h 39 min 18 s | +1 h 49 min 48 s |
| 6    | Orlando Terranova    | Andreas Schulz     | Mini         | 30 h 42 min 01 s | +1 h 52 min 31 s |
| 7    | Jakub Przygoński     | Tom Colsoul        | Mini         | 33 h 04 min 17 s | +4 h 14 min 47 s |
| 8    | Romain Dumas         | Alain Guéhennec    | Peugeot      | 33 h 13 min 31 s | +4 h 24 min 01 s |
| 9    | Conrad Rautenbach    | Robert Howie       | Toyota       | 33 h 29 min 43 s | +4 h 40 min 13 s |
| 10   | Mohamed Abu Issa     | Xavier Panseri     | Mini         | 33 h 43 min 00 s | +4 h 53 min 30 s |

### Quads
| Pos. | Pilote             | Constructeur | Temps            | Écart            |
| ---- | ------------------ | ------------ | ---------------- | ---------------- |
| 1    | Sergey Karyakin    | Yamaha       | 39 h 18 min 52 s | —                |
| 2    | Ignacio Casale     | Yamaha       | 40 h 33 min 43 s | +1 h 14 min 51 s |
| 3    | Pablo Copetti      | Yamaha       | 43 h 39 min 11 s | +4 h 20 min 19 s |
| 4    | Rafał Sonik        | Yamaha       | 44 h 52 min 21 s | +5 h 33 min 29 s |
| 5    | Axel Dutrie        | Yamaha       | 45 h 04 min 16 s | +5 h 45 min 24 s |
| 6    | Bruno Da Costa     | Yamaha       | 45 h 16 min 10 s | +5 h 57 min 18 s |
| 7    | Santiago Hansen    | Honda        | 45 h 16 min 11 s | +5 h 57 min 19 s |
| 8    | Nelson Sanabria    | Yamaha       | 45 h 30 min 38 s | +6 h 11 min 46 s |
| 9    | Daniel Domaszewski | Honda        | 45 h 58 min 37 s | +6 h 39 min 45 s |
| 10   | Kamil Wiśniewski   | Can Am       | 47 h 25 min 01 s | +8 h 06 min 09 s |

### Camions
| Pos. | Pilote               | Copilote / Mécanicien                  | Constructeur | Temps            | Écart            |
| ---- | -------------------- | -------------------------------------- | ------------ | ---------------- | ---------------- |
| 1    | Eduard Nikolaev      | Evgeny Yakovlev Vladimir Rybakov       | KamAZ        | 27 h 58 min 24 s | —                |
| 2    | Dmitry Sotnikov      | Ruslan Akhmadeev Igor Leonov           | KamAZ        | 28 h 17 min 22 s | +18 min 58 s     |
| 3    | Gerard de Rooy       | Moises Torrallardona Darek Rodewald    | Iveco        | 28 h 39 min 43 s | +41 min 19 s     |
| 4    | Federico Villagra    | Adrian Yacopini Ricardo Torlaschi      | Iveco        | 28 h 58 min 28 s | +1 h 00 min 04 s |
| 5    | Ayrat Mardeev        | Aydar Belyaev Dmitriy Svistunov        | KamAZ        | 30 h 25 min 14 s | +2 h 26 min 50 s |
| 6    | Aleksandr Vasilevski | Dzmitry Vikhrenka Anton Zaparoshchanka | MAZ          | 30 h 33 min 21 s | +2 h 34 min 57 s |
| 7    | Ales Loprais         | Jiří Stross Jan Tománek                | Tatra        | 31 h 05 min 20 s | +3 h 06 min 56 s |
| 8    | Teruhito Sugawara    | Hiroyuki Sugiura                       | Hino         | 31 h 17 min 00 s | +3 h 18 min 36 s |
| 9    | Hans Stacey          | Jan Van Der Vaet Hugo Kupper           | MAN          | 31 h 43 min 20 s | +3 h 44 min 56 s |
| 10   | Martin Macík         | František Tomášek Michal Mrkva         | LiAZ         | 31 h 53 min 04 s | +3 h 54 min 40 s |

### SSV
| Pos. | Pilote         | Copilote           | Constructeur | Temps            | Écart             |
| ---- | -------------- | ------------------ | ------------ | ---------------- | ----------------- |
| 1    | Leandro Torres | Lourival Roldan    | Polaris      | 54 h 01 min 50 s | —                 |
| 2    | Wang Fujiang   | Li Wei             | Polaris      | 58 h 44 min 24 s | +4 h 42 min 34 s  |
| 3    | Maganov Ravil  | Kirill Shubin      | Polaris      | 60 h 07 min 25 s | +6 h 05 min 35 s  |
| 4    | Mao Ruijin     | Sébastien Delaunay | Polaris      | 77 h 31 min 57 s | +23 h 30 min 07 s |
| 5    | Li Dongsheng   | Quanquan Guan      | Polaris      | 78 h 47 min 15 s | +24 h 45 min 25 s |

## Principaux abandons
| Étape | Numéro du véhicule | Pilote / Copilotes                | Constructeur | Catégorie | Motif    | Commentaire                                                  |
| ----- | ------------------ | --------------------------------- | ------------ | --------- | -------- | ------------------------------------------------------------ |
| 3     | 271                | Marcelo Medeiros                  | Yamaha       | Quads     | Accident |                                                              |
| 3     | 301                | Nasser Al-Attiyah Matthieu Baumel | Toyota       | Autos     | Accident | Véhicule trop endommagé pour l'étape 4                       |
| 3     | 311                | Xavier Pons Rubén García          | Ford         | Autos     | Accident | Véhicule trop endommagé pour l'étape 4                       |
| 4     | 281                | Gaston Gonzalez                   | Yamaha       | Quads     | Accident | Plusieurs fractures des os                                   |
| 4     | 1                  | Toby Price                        | KTM          | Motos     | Accident | Virtuellement leader du classement général lors de l'abandon |
| 4     | 304                | Carlos Sainz Lucas Cruz           | Peugeot      | Autos     | Accident |                                                              |

## Meilleurs performeurs
Les tableaux ci-dessous synthétisent les top 10 des concurrents par étape (nombre de victoires d'étapes, nombre de deuxième place, etc.).

### Motos
| Pilote                                     | 1 | 2 | 3 | 4 | 5 | 6 | 7 | 8 | 9 | 10 | Total Top 10 |
| ------------------------------------------ | - | - | - | - | - | - | - | - | - | -- | ------------ |
| Joan Barreda (Honda)                       | 4 |   | 1 | 1 | 1 |   |   | 1 |   |    | 8            |
| Matthias Walkner (KTM)                     | 1 | 1 |   | 1 |   | 1 | 1 |   |   | 2  | 7            |
| Ricky Brabec (Honda)                       | 1 | 1 |   |   |   |   | 2 |   |   |    | 4            |
| Sam Sunderland (KTM)                       | 1 |   | 3 | 2 | 1 | 1 | 1 |   |   |    | 9            |
| Adrien van Beveren (Yamaha)                | 1 |   | 2 |   |   | 1 |   | 1 | 1 |    | 6            |
| Juan Pedrero (Sherco)                      | 1 |   |   | 1 | 1 |   |   |   |   |    | 3            |
| Toby Price (KTM)                           | 1 |   |   |   |   |   |   |   |   | 1  | 2            |
| Paulo Gonçalves (Honda)                    |   | 4 | 1 |   | 2 | 1 |   | 1 |   |    | 9            |
| Pablo Quintanilla (Husqvarna)              |   | 1 | 1 |   | 1 |   | 2 | 1 |   |    | 6            |
| Xavier de Soultrait (Yamaha / HFP)         |   | 1 | 1 |   |   |   |   |   | 1 | 1  | 4            |
| Gerard Farrés (KTM / Himoinsa)             |   | 1 |   | 2 |   | 1 |   | 1 | 1 | 2  | 8            |
| Stefan Svitko (KTM / Slovnaft)             |   | 1 |   |   |   | 2 |   |   | 1 |    | 4            |
| Franco Caimi (Honda / Honda South America) |   |   | 1 |   | 1 |   |   | 2 |   | 1  | 5            |
| Pierre-Alexandre Renet (Husqvarna)         |   |   |   | 2 | 1 | 1 |   | 1 |   |    | 5            |
| Michaël Metge (Honda)                      |   |   |   | 1 | 1 |   | 2 |   | 1 |    | 5            |
| Hélder Rodrigues (Yamaha)                  |   |   |   |   | 1 |   |   | 1 |   |    | 2            |
| Ivan Cervantes (KTM / Himoinsa)            |   |   |   |   |   | 1 |   |   | 1 |    | 2            |
| Todd Smith (KTM / Duust)                   |   |   |   |   |   | 1 |   |   | 1 |    | 2            |
| Diego Duplessis (KTM / X-Raids)            |   |   |   |   |   |   | 1 |   |   | 1  | 2            |
| Adrien Metge (Sherco)                      |   |   |   |   |   |   | 1 |   |   |    | 1            |
| Juan Carlos Salvatierra (KTM / Duust)      |   |   |   |   |   |   |   | 1 | 1 |    | 2            |
| Cristian España (KTM / Pontgrup)           |   |   |   |   |   |   |   | 1 |   |    | 1            |
| Ondřej Klymčiw (Husqvarna / Klymciw)       |   |   |   |   |   |   |   |   | 1 |    | 1            |
| Rodney Faggotter (Yamaha)                  |   |   |   |   |   |   |   |   |   | 1  | 1            |
| Daniel Oliveras Carreras (KTM / Himoinsa)  |   |   |   |   |   |   |   |   |   | 1  | 1            |

### Quads
| Pilote                                       | 1 | 2 | 3 | 4 | 5 | 6 | 7 | 8 | 9 | 10 | Total Top 10 |
| -------------------------------------------- | - | - | - | - | - | - | - | - | - | -- | ------------ |
| Sergey Karyakin (Yamaha / Fores)             | 3 | 2 |   |   | 1 | 1 | 1 | 1 |   |    | 9            |
| Ignacio Casale (Yamaha / Casale)             | 2 | 2 | 2 |   |   |   |   | 2 | 2 |    | 10           |
| Walter Nosiglia (Honda / MEC)                | 2 |   |   |   |   |   |   |   | 1 |    | 3            |
| Pablo Copetti (Yamaha / MX Devesa)           | 1 |   | 1 | 3 | 1 | 1 |   | 1 |   |    | 8            |
| Kees Koolen (Barren Racer / Maxxis Super B)  | 1 |   |   | 2 |   |   | 2 | 1 |   |    | 6            |
| Marcelo Medeiros (Yamaha / Taguatur)         | 1 |   |   | 1 |   |   |   |   |   |    | 2            |
| Axel Dutrie (Yamaha / Al Desert)             |   | 2 | 1 |   | 2 | 1 |   |   | 1 |    | 7            |
| Daniel Domaszewski (Honda / MEC)             |   | 1 | 1 | 1 |   | 1 | 2 | 1 |   |    | 7            |
| Rafal Sonik (Yamaha / Sonik)                 |   | 1 |   |   | 1 |   |   | 1 | 1 | 2  | 6            |
| Gustavo Gallego (Yamaha / Gallego)           |   | 1 |   |   |   | 1 |   |   |   |    | 2            |
| Gastón González (Yamaha / Gonzalez)          |   | 1 |   |   |   |   |   |   |   | 1  | 2            |
| Santiago Hansen (Honda / MEC)                |   |   | 2 | 1 |   |   | 1 |   |   | 1  | 5            |
| Nelson Sanabria (Yamaha / DKR)               |   |   | 2 |   | 3 | 2 |   |   |   | 1  | 8            |
| Simon Vitse (Yamaha / Al Désert)             |   |   | 1 | 2 |   | 1 |   |   | 1 |    | 5            |
| Lucas Innocente (Can-Am / Mazzucco)          |   |   |   |   | 1 | 1 |   |   |   |    | 2            |
| Bruno da Costa (Yamaha / HFP)                |   |   |   |   | 1 | 1 | 2 | 1 |   | 1  | 6            |
| Kamil Wisniewski (Can-Am / Sonik)            |   |   |   |   |   |   | 1 | 1 |   |    | 2            |
| Josef Machacek (Yamaha / Barth)              |   |   |   |   |   |   | 1 |   |   |    | 1            |
| Tomáš Kubiena (Ibos / MRG)                   |   |   |   |   |   |   |   | 1 |   | 1  | 2            |
| Alexandre Giroud (Yamaha / Giroud)           |   |   |   |   |   |   |   |   | 2 |    | 2            |
| Daniel Mazzucco (Can-Am / Mazzucco)          |   |   |   |   |   |   |   |   | 1 | 2  | 3            |
| Jan Nijen Twilhaar (Can-Am / Maxxis Super B) |   |   |   |   |   |   |   |   | 1 |    | 1            |
| Zdeněk Tůma (Yamaha / Barth)                 |   |   |   |   |   |   |   |   |   | 1  | 1            |

### SSV
| Pilote                                 | 1 | 2 | 3 | 4 | 5 | 6 | 7 | 8 | 9 | 10 | Total Top 10 |
| -------------------------------------- | - | - | - | - | - | - | - | - | - | -- | ------------ |
| Maganov Ravil (Polaris / Xtreme Plus)  | 4 | 1 | 2 | 1 |   | 2 |   |   |   |    | 10           |
| Leandro Torres (Polaris / Xtreme Plus) | 2 | 3 | 4 |   | 1 |   |   |   |   |    | 10           |
| Mao Ruijin (Polaris / Xtreme Plus)     | 2 | 1 | 1 | 1 | 2 | 1 |   |   |   |    | 8            |
| Li Dongsheng (Polaris / Xtreme Plus)   | 1 | 2 | 1 | 1 | 3 |   |   |   |   |    | 8            |
| Wang Fujiang (Polaris / Xtreme Plus)   | 1 | 1 | 1 | 3 | 2 |   | 2 |   |   |    | 10           |
| Santiago Navarro (Yamaha / Trivimon)   |   | 1 | 1 | 1 |   |   |   |   |   |    | 3            |
| Joan Font (Yamaha / Trivimon)          |   |   |   | 1 | 1 | 1 | 1 |   |   |    | 4            |
| Andreu Cachafeiro (Yamaha / Trivimon)  |   |   |   |   |   |   |   | 1 |   |    | 1            |

### Autos
| Pilote                                  | 1 | 2 | 3 | 4 | 5 | 6 | 7 | 8 | 9 | 10 | Total Top 10 |
| --------------------------------------- | - | - | - | - | - | - | - | - | - | -- | ------------ |
| Sébastien Loeb (Peugeot)                | 5 | 2 | 1 |   | 1 | 1 |   |   |   |    | 10           |
| Stéphane Peterhansel (Peugeot)          | 3 | 3 | 1 | 1 |   |   | 1 |   |   |    | 9            |
| Nasser Al-Attiyah (Toyota / Toyota SA)  | 1 | 1 |   |   |   |   |   |   |   |    | 2            |
| Cyril Despres (Peugeot)                 | 1 |   | 2 | 2 | 1 | 1 | 1 | 1 |   |    | 9            |
| Nani Roma (Toyota / Overdrive)          |   | 1 | 2 |   | 2 |   | 1 | 2 | 1 | 1  | 10           |
| Carlos Sainz (Peugeot)                  |   | 1 | 1 | 1 |   |   |   |   |   |    | 3            |
| Mikko Hirvonen (Mini / X-Raid)          |   | 1 |   | 3 |   |   |   | 1 | 2 |    | 7            |
| Xavier Pons (Ford / South)              |   | 1 |   |   |   |   |   |   |   |    | 1            |
| Giniel de Villiers (Toyota / Toyota SA) |   |   | 2 | 2 | 2 | 2 |   |   |   | 1  | 9            |
| Orlando Terranova (Mini / X-Raid)       |   |   | 1 |   | 1 | 2 | 1 | 1 |   | 2  | 8            |
| Yazeed Al-Rajhi (Mini / X-Raid)         |   |   |   | 1 | 1 | 1 | 2 | 1 |   | 1  | 7            |
| Romain Dumas (Peugeot / RD)             |   |   |   |   | 1 |   |   |   |   | 2  | 3            |
| Conrad Rautenbach (Toyota / Overdrive)  |   |   |   |   | 1 | 1 | 1 | 1 | 1 |    | 5            |
| Erik van Loon (Toyota / van Loon)       |   |   |   |   |   | 1 | 1 | 1 | 1 | 1  | 5            |
| Khalid Al-Qassimi (Peugeot / PH)        |   |   |   |   |   | 1 |   | 1 |   |    | 2            |
| Jakub Przygonski (Mini / Orlen)         |   |   |   |   |   |   | 1 |   | 2 |    | 3            |
| Eric Bernard (Sodicars)                 |   |   |   |   |   |   | 1 |   |   |    | 1            |
| Nicolas Fuchs (HRX / Wevers)            |   |   |   |   |   |   |   | 1 |   |    | 1            |
| Boris Garafulic (Mini / X-Raid)         |   |   |   |   |   |   |   |   | 2 |    | 2            |
| Martin Prokop (Ford / MP)               |   |   |   |   |   |   |   |   | 1 | 1  | 2            |
| Ronan Chabot (Toyota / Overdrive)       |   |   |   |   |   |   |   |   |   | 1  | 1            |

### Camions
| Pilote                                      | 1 | 2 | 3 | 4 | 5 | 6 | 7 | 8 | 9 | 10 | Total Top 10 |
| ------------------------------------------- | - | - | - | - | - | - | - | - | - | -- | ------------ |
| Eduard Nikolaev (Kamaz)                     | 4 | 1 | 1 |   |   | 1 | 1 | 1 |   | 1  | 10           |
| Martin van den Brink (Renault / Mammoet)    | 2 |   | 1 |   |   |   |   |   |   |    | 3            |
| Gerard de Rooy (Iveco / de Rooy)            | 2 |   |   | 1 | 3 |   | 1 | 1 | 1 |    | 9            |
| Dmitry Sotnikov (Kamaz)                     | 1 | 2 |   | 3 |   | 1 | 2 |   |   | 1  | 10           |
| Martin Kolomy (Tatra / Buggyra)             | 1 | 1 |   |   |   |   |   | 1 |   |    | 3            |
| Ayrat Mardeev (Kamaz)                       |   | 2 | 3 |   |   |   |   | 1 |   |    | 6            |
| Federico Villagra (Iveco / de Rooy)         |   | 2 | 2 |   | 2 | 1 |   |   | 1 | 1  | 9            |
| Ton van Genugten (Iveco / de Rooy)          |   | 2 |   |   | 1 | 1 | 1 |   |   |    | 5            |
| Siarhei Viazovich (Maz)                     |   |   | 1 | 3 | 2 | 1 |   |   |   |    | 7            |
| Peter Versluis (Man / EVM)                  |   |   | 1 | 1 |   | 1 | 2 |   |   |    | 5            |
| Anton Shibalov (Kamaz)                      |   |   | 1 |   |   |   |   |   | 1 | 1  | 3            |
| Aleš Loprais (Tatra / Buggyra)              |   |   |   | 1 | 1 |   | 1 |   | 1 |    | 4            |
| Martin Macík (Liaz / Big Shock)             |   |   |   | 1 |   |   | 1 | 2 | 1 |    | 5            |
| Hans Stacey (Man / EVM)                     |   |   |   |   | 1 | 1 | 1 |   | 1 |    | 4            |
| Aleksandr Vasilevski (Maz)                  |   |   |   |   |   | 2 |   |   | 1 | 2  | 5            |
| Pascal de Baar (Renault / Mammoet)          |   |   |   |   |   | 1 |   | 1 |   | 1  | 3            |
| Artur Ardavichus (Man / EVM)                |   |   |   |   |   |   |   | 1 | 1 |    | 2            |
| Wulfert van Ginkel (Iveco / de Rooy)        |   |   |   |   |   |   |   | 1 |   | 2  | 3            |
| Aliaksei Vishneuski (Maz)                   |   |   |   |   |   |   |   | 1 |   |    | 1            |
| Maurik van den Heuvel (Scania / DakarSpeed) |   |   |   |   |   |   |   |   | 1 | 1  | 2            |
| Teruhito Sugawara (Hino / Sugawara)         |   |   |   |   |   |   |   |   | 1 |    | 1            |